# Bachkirie
La république de Bachkirie (en russe : Республика Башки́рия, Respoublika Bachkiriïa), ou désormais république du Bachkortostan (en russe : Республика Башкортостан, Respoublika Bachkortostan ; en bachkir : Башҡортостан Республикаһы, Başqortostan Respublikahı), est un sujet de la fédération de Russie, situé en Idel-Oural entre la Volga et les monts Oural dans l'est de la Russie européenne. Sa capitale est la ville d'Oufa. Ses habitants sont les Bachkirs.
Le territoire de la Bachkirie est divisé traditionnellement en trois régions, avec le Cis-Oural couvrant la majeure partie du territoire, les monts Oural ainsi que le Trans-Oural à l'est de ces montagnes. Les traces des premiers peuplements remontent à il y a 200 000 ans, et entre le Paléolithique et l'Antiquité, la terre est peuplée par les peuples finno-ougriens. Terre connue sous l'Antiquité par les Grecs pour ses mines, les invasions barbares provoquent l'arrivée de populations turques se mêlant aux finno-ougriens. Se forment ainsi les Magyras et les Bachkirs, ces derniers mentionnés dès le Haut Moyen Âge par les auteurs arabes. Les Magyars sont chassés du territoire par les Petchénègues, tandis qu'aux Xe – XIIIe siècles, les Bachkirs sont soumis au Bulgares de la Volga. S'opposant farouchement aux Mongols, les Bachkirs concluent un traité avec eux, leur permettant d'occuper une position privilégiée dans l'Empire mongol. Par la suite, la terre est dominée par Kazan, les Nogaï, et Sibir, avant d'être annexé par la Moscovie en 1557. Plusieurs soulèvements bachkirs ont lieu, qui permettent au peuple de garder une certaine autonomie. En dépit d'une tentative d'indépendance pendant la guerre civile russe, l'URSS la transforme en RSSA bachkire. Elle déclare sa souveraineté en 1990, avant d'être incorporée en 1992 à la fédération de Russie.

## Étymologie
Bachkortostan vient du nom du groupe ethnique des Bachkirs (en bachkir : башҡорт, Bashҡort) et du suffixe persan -stan (une terminaison commune à plusieurs pays d'Asie centrale).
La première mention de la zone sous la forme de Bashgurd est présente dans l'ouvrage de Rashid al-Din « Oğuzname » qui remonte au VIIIe siècle. Les noms bashgirdy, bashgird, Baskardia, Bashgirdiya et autres étaient universellement connus dans les sources arabo-persanes et occidentales du Moyen Âge.
Aux XVIe et XVIIe siècles, dans les sources russes, le territoire des Bachkirs était désigné comme l'ouïezd d'Oufa ou sous le nom Bachkirie. Initialement, le nom était utilisé sous la forme Bachkirie, Bachkirdia, kraï bachkir et province bachkir.
Selon la Constitution de la fédération de Russie; le nom du sujet est : république de la Bachkirie. Selon la Constitution de la République, les noms Bachkortostan et République de la Bachkirie sont équivalents.

## Géographie

### Situation
Située dans le district fédéral de la Volga dans la partie européenne de la Russie, la Bachkirie a une superficie de 142 947 km2, soit 0,8 % de la Russie. Elle mesure au maximum 550 km du nord au sud et plus de 430 km d'est en ouest. La région se situe principalement sur le versant occidental de l'Oural (le Cis-Oural) ainsi qu'un peu sur le versant oriental, le Trans-Oural bachkire.
La Bachkirie est limitrophe avec le kraï de Perm (au nord), l'oblast de Sverdlovsk (au nord-est), l'oblast de Tcheliabinsk (à l'est), l'oblast d'Orenbourg (au sud), le Tatarstan (à l'ouest) et l'Oudmourtie (au nord-ouest). Elle se trouve dans la région d'Idel-Oural. Son point culminant est le mont Iamantaou (1 638 m). La république de Bachkirie est située dans le fuseau horaire MSK+2 (heure de Iekaterinbourg). Le décalage horaire appliqué par rapport au temps universel coordonné est +05:00.

Paysages de Bachkirie :
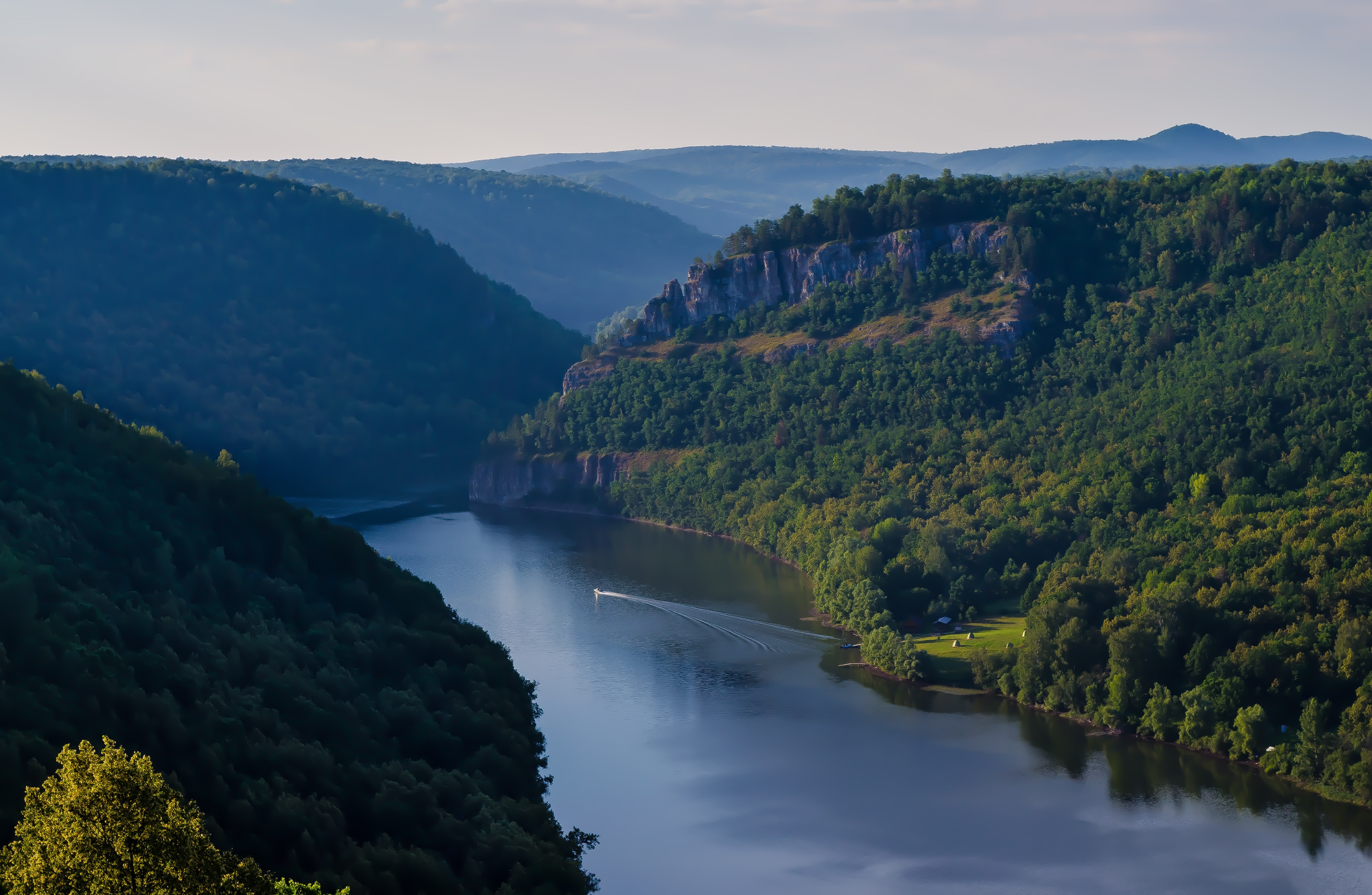
Vallée de la rivière Nougouch.
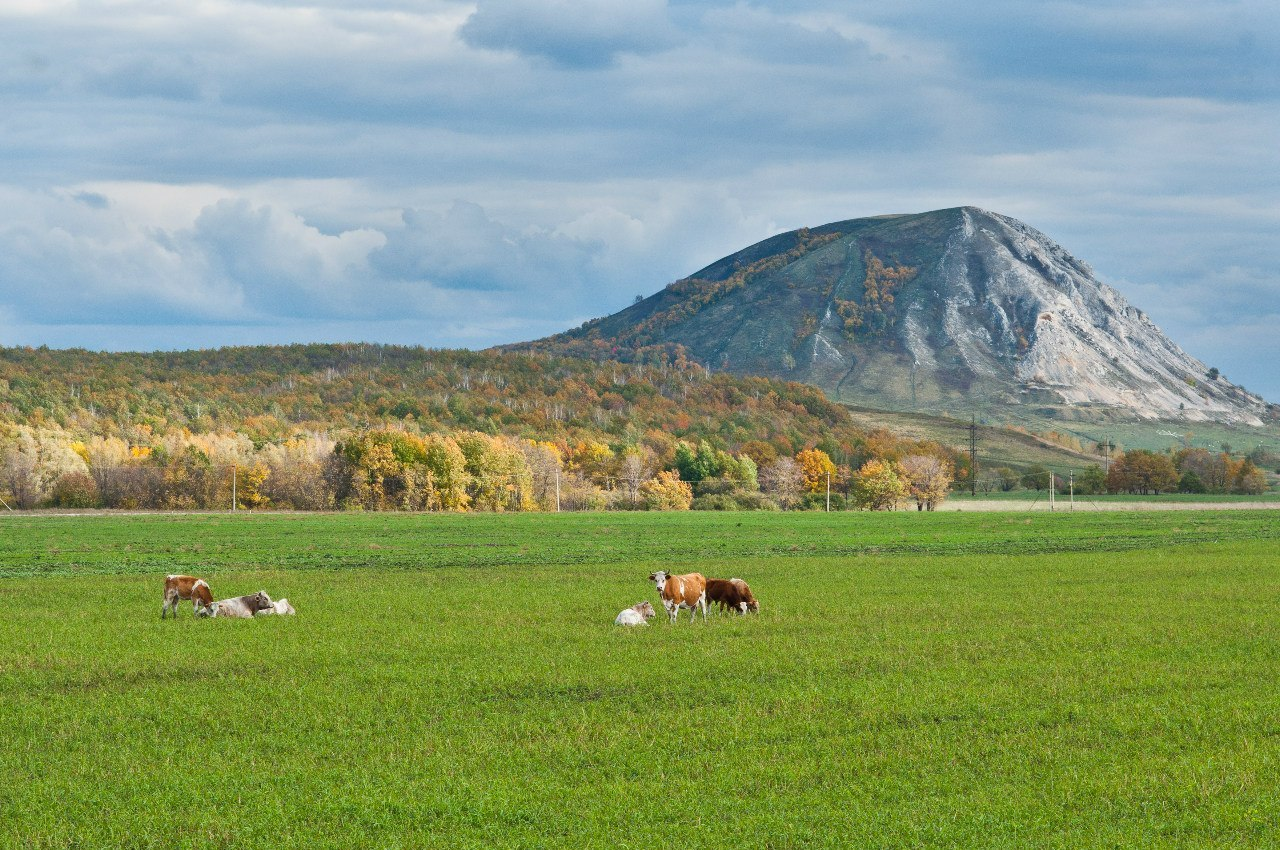
Le Shihan Toratau. Les collines solitaires sont des symboles de la Bachkirie.
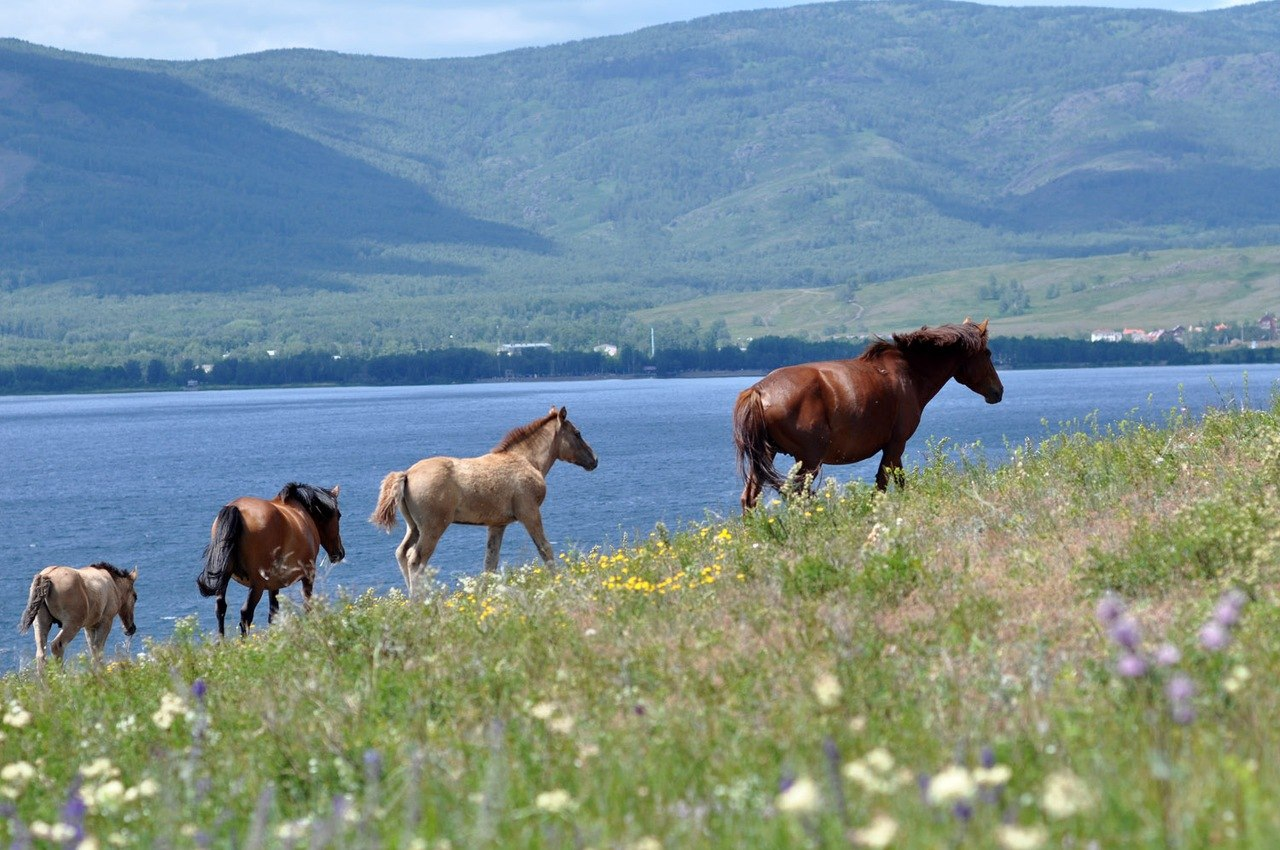
Chevaux bachkirs près du lac Yakty-Kul dans le Trans-Oural.
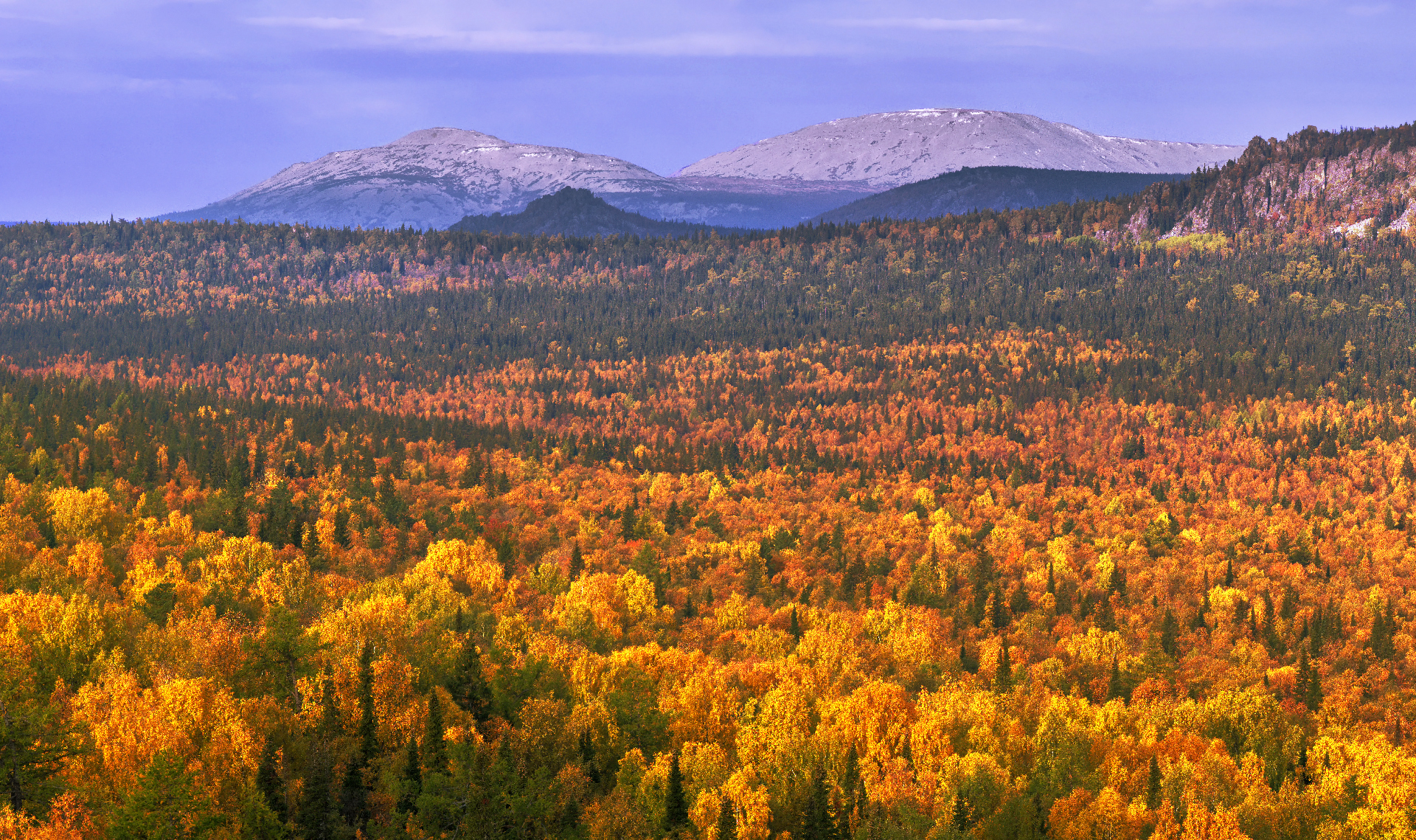
L'automne au mont Iamantou.

### Hydrographie

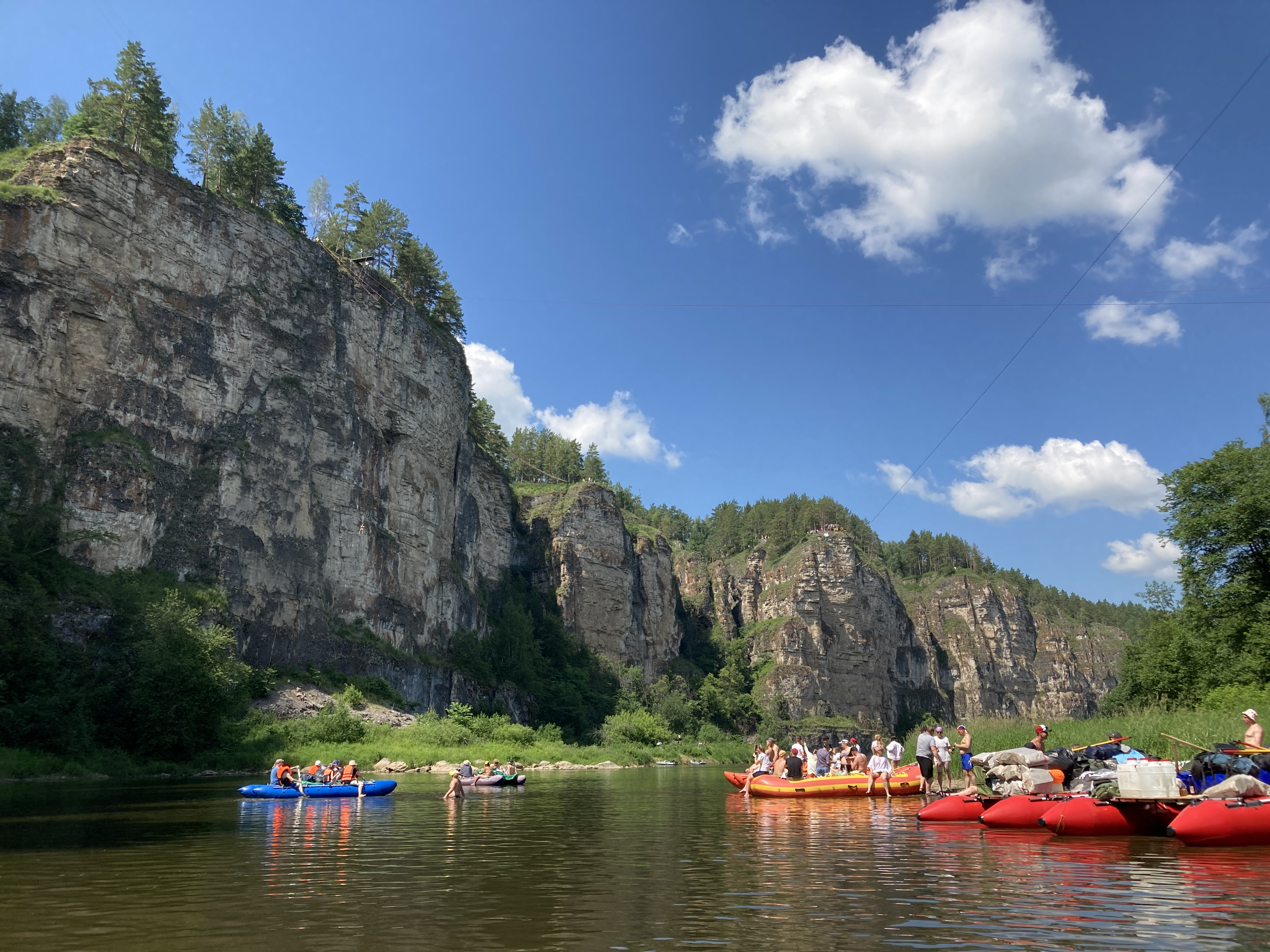
Falaises au bord de l'Aï.

En Bachkirie, il y a environ 13 000 rivières d'une longueur totale de plus de 57 000 km. L'essentiel d'entre elles (99,9 % en quantité et 87 % en longueur) sont des rivières de moins de 100 km de long. Le bassin de la Volga, représentée entre autres par les rivières Belaïa et Ik, comprend 79 % du territoire de la république, le territoire des rivières du bassin de l'Oural couvre 20 %, et le territoire des rivières du bassin de l'Ob recouvre le 1 % restant,.
Le bassin de la Volga est représenté par les affluents de rive gauche de la rivière Kama. La Belaïa est longue de 1 430 km, avec notamment comme affluents l'Oufa (918 km) ( qui a comme affluents l'Aï (549 km) et la Iouriouzan (424 km)), la Dioma (535 km), la Bystry Tanyp (345 km) et le Sim (239 km). En affluents de la Belaïa se trouve aussi la Bouï (228 km) et le Bolchoï Ik (571 km). Le bassin de l'Oural comprend les affluents droits de celui-ci, avec le Tanalyk (225 km) et la  Sakmara (798 km) avec les affluents de cette dernière le Bolchoï Ik (341 km) et le Salmych (193 km) entre autres. Enfin, le bassin de l'Ob est représenté par la rivière Ouï (462 km), un affluent de la Tobol, et par la Miass (658 km), un affluent de l'Isset.
De plus, en Bachkirie, il y a environ 2 000 lacs, dont 75 % d'entre eux qui sont situés dans les régions des plaines occidentales, le reste principalement dans le Trans-Oural bachkir. Il n'existe que 20 lacs avec une superficie de 22 à 2 km2, dont 4 compris dans le bassin de la Volga, 15 dans celui de l'Oural, et 1 dans celui de l'Ob. Les plus grands lacs se trouvent en Cis-Oural, et sont l'Asly-Koul (22 km2) et le Kandry-Koul (15,6 km2). Le troisième plus grand lac est le Tcherbakoul (13,8 km2), en Trans-Oural.
Plus de 900 réservoirs artificiels se situent en Bachkirie, dont plus de 120 avec un volume supérieur à 1,0 million de m3. Ils se trouvent principalement en Cis-Oural, où il y a plus d'humidité qu'en Trans-Oural. Les plus grands réservoirs de la Bachkirie sont celui de Pavlovsk (capacité de 1 400 million de m3) sur l'Oufa ; de Nougouch (400 million de m3) sur la Nougouch ; le Ioumagouzinskoïe (300 million de m3) sur la Belaïa et de Karmanovo (134 million de m3) sur le Bouï.

### Relief

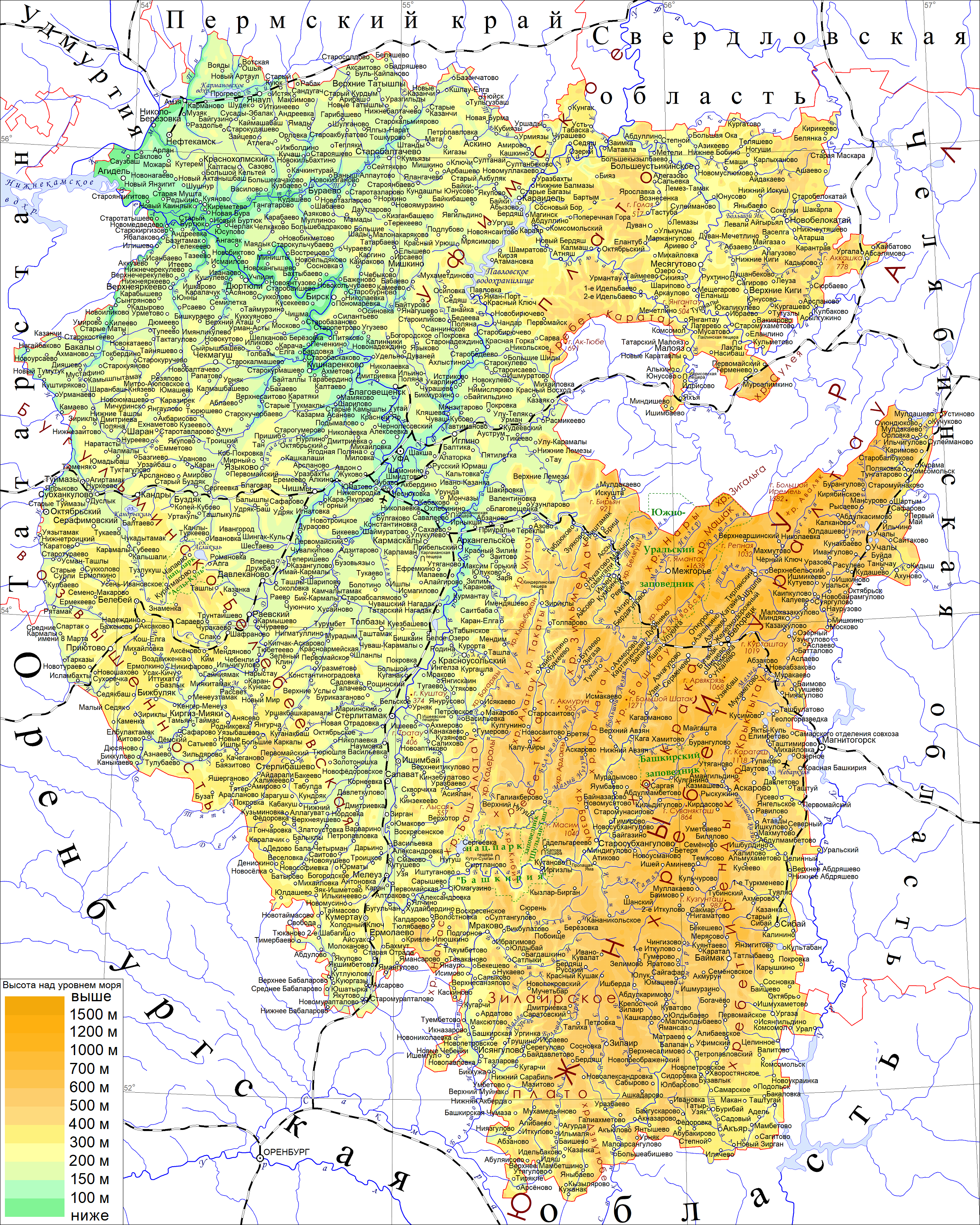
Carte topographique de la Bachkirie.

La Bachkirie se divise en trois ensembles topographiques, avec d'une part la plaine d'Europe orientale en Cis-Oural, d'autre part l'Oural, et en fin la plaine de Sibérie occidentale dans le Trans-Oural bachkire.
La partie du Cis-Oural en Bachkirie fait partie de la plaine d'Europe de l'Est, et cette région se divise en plusieurs parties. Tout d'abord, il y a la plaine de la Belaïa le long de ladite rivière, avec des hauteurs allant de 100 à 300 m, où se situent toutes les plus grandes villes de Bachkirie (Oufa, Sterlitamak, Salavat, etc.). Dans le sud-ouest de la Bachkirie se trouve le plateau de Bougoulma-Belebeï, avec des hauteurs absolues de 400 à 500 m, et des hauteurs relatives au-dessus de la plaine de la Belaïa de 200 m. Un petit territoire à l'extrême-sud-ouest de la république est occupé par l'Obshchy Syrt, un plateau avec des pentes de 300 à 350 m. Dans le nord-ouest de la république se situe le plateau de l'Oufa, vaste plateau calcaire avec une pente vers l'ouest, qui a des altitudes de 270 à 520 m. Il est découpé par des vallées qui peuvent former des canyons, comme  les rivières Oufa, Aï et Iouriouzan, avec des différences de parfois 200 m ou plus. À l'extrême-nord-ouest se situe la plaine de l'Aï, vallonné avec des altitudes de 300 à 350 m. Enfin, le piémont vallonné occidental de l'Oural se situe dans le Cis-Oural, et sont parallèles à l'Oural.
L'Oural bachkire se divise en six ensembles. Les crêtes de basse montagne du versant occidental se situent dans le sud, et sont parallèles (excepté le Karatau), et les altitudes vont de 500 à 900 m, avec des fonds de vallées de 250 à 600 m plus bas. Puis il y a les crêtes de moyenne montagne du versant occidental (zones de Beloretsk, Tirliandski), avec des hauteurs variant de 900 à 1 300 m en général. C'est ici que se trouve le point culminant de la région, le mont Iamantaou et ses 1 638 m. L'Ouraltaou a des altitudes de 570 à 1 000 m, et se compose de zones de basses et de moyennes montagnes. Au sud du versant ouest et de l'Ouraltau se trouve la plateau de Zilaïr, aussi appelé plateau de l'Oural méridional, avec des altitudes de 500 à 700 m. Il est disséqué en de nombreuses vallées. À l'est de ce plateau se trouve le plateau de Sakma-Tanalyk, avec de nombreuses collines, qui varie de 400 à 650 m. Enfin du nord au sud dans l'est de l'Oural se trouve la chaîne d'Irendyk-Krykty, avec des altitudes de 500 m ou moins dans la partie sud jusqu'à 950 m dans la partie nord.
Le dernier ensemble de Bachkirie est le Trans-Oural, qui fait partie de la plaine de Sibérie occidentale. Dans l'Ouest du Trans-Oural se situe le piémont de la crête orientale de l'Oural, avec des altitudes d'environ 200–400 m voire plus. La plaine de Kizilo-Ourtazym s'élève de 300 à 450 m, et la ville de Sibaï s'y situe.

### Climat

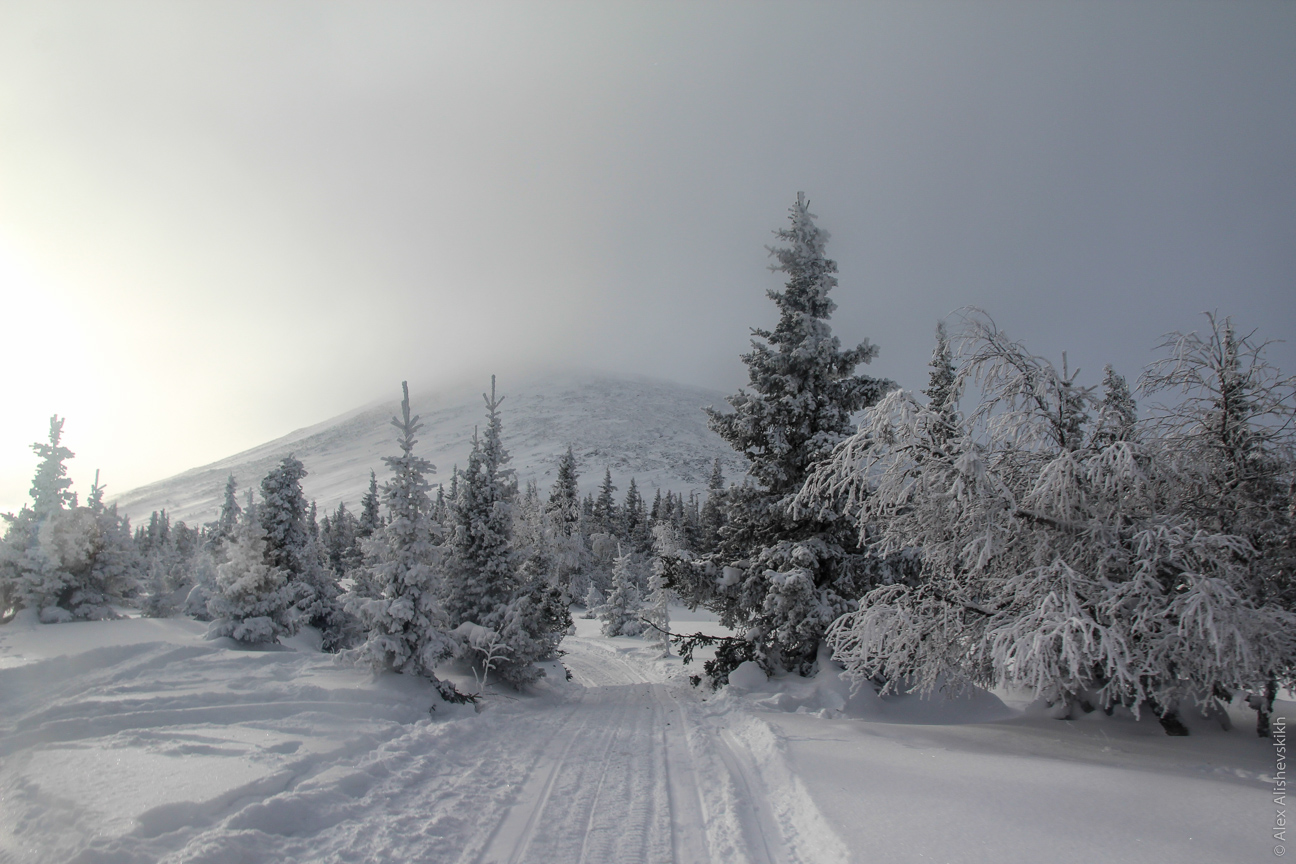
Mont Iremel.

Le climat est continental, avec des étés chauds et humides et des hivers modérément froids. Dans l'Oural, le climat est boréal continental.
- Température moyenne annuelle : de 0,3 °C (montagnes) à 2,8 °C (plaines)
- Température moyenne en janvier : −16 °C
- Température moyenne en juillet : 18 °C

Les précipitations annuelles sont en moyenne de près de 430 mm, dans l'Oural elle se montent à environ 800 mm.

### Ressources naturelles

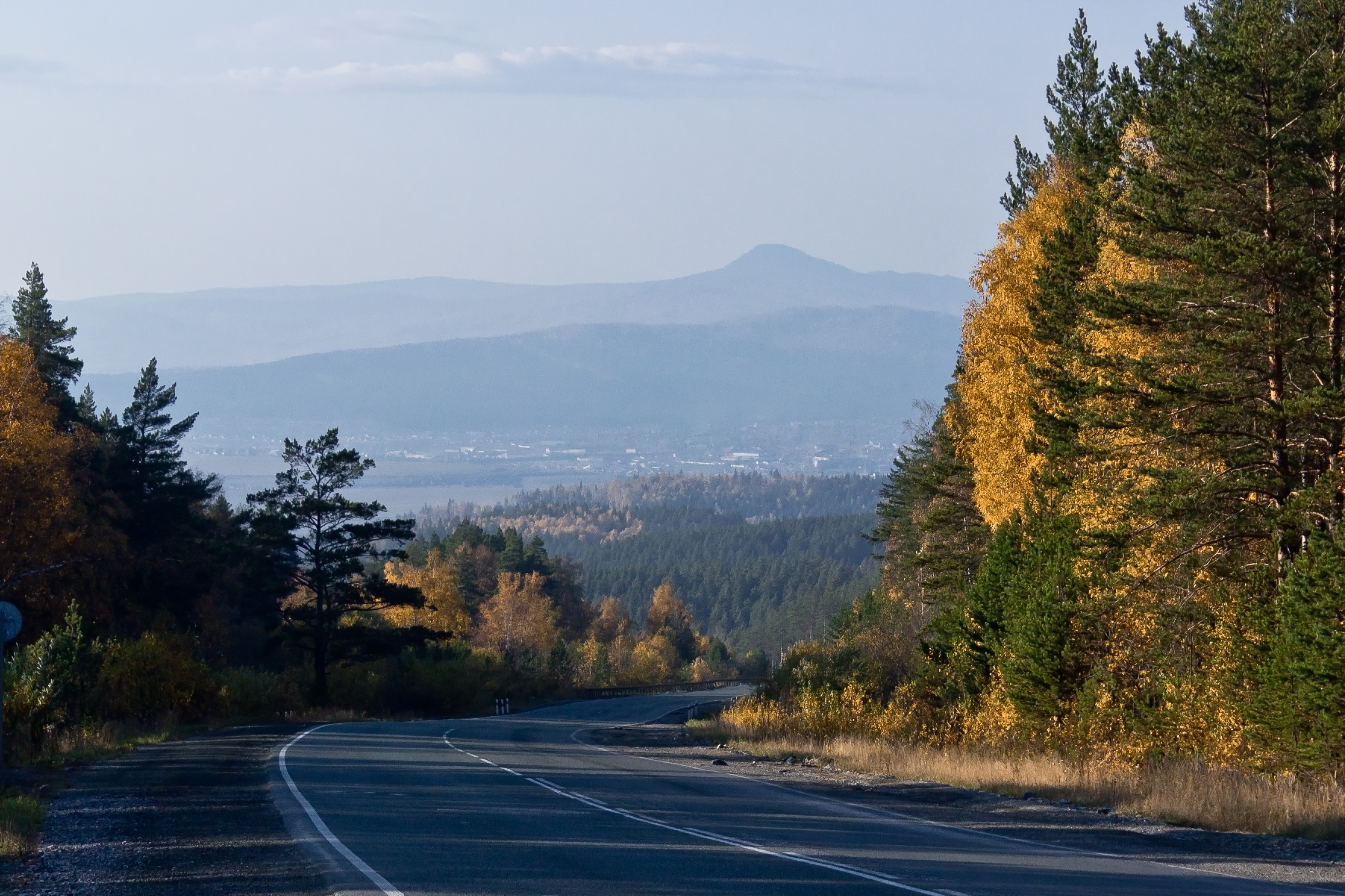
Vue de Belorestk au loin dans l'Oural.

La république de Bachkirie est l'un des plus riches territoires de Russie en ressources naturelles et minières, avec près de 3 000 ressources minières. Elle dispose en particulier de pétrole - la Bachkirie était l'un des principaux centres d'extraction d'Union soviétique, de gaz naturel, de mines (charbon, fer, manganèse, chromite, plomb, tungstène, cuivre, zinc, sel gemme, quartz, fluorine, pyrite, barytine, silicate, silice, amiante, talc, malachite, jade, granite), elle a également de nombreuses carrières de pierres et de matériaux de construction. Le gouvernement soviétique construisit de nombreux complexes industriels pour exploiter ces ressources.
La Bachkirie est également l'une des bases principales de matières premières pour la métallurgie non ferreuse russe. La république a de grandes réserves de lignite avec un haut degré bitumineux. Ce lignite peut être utilisé pour obtenir différents produits chimiques tels que résines, substances à surface active, engrais et autres stimulants pour la pousse de plantes. Des matières premières chimiques-minérales (halite, chaux, phosphorite, barytine, etc.) sont en quantités relativement importantes, et sont utilisées dans l'économie de la république.
La Bachkirie est aussi riche en bois. Les forêts recouvrent près de 62 000 km2, soit plus d'un tiers du territoire. Les espèces suivantes prédominent : bouleau, conifère, tilia, chêne et érable. Le stock général de bois approche selon certains évaluations 717,9 millions de m3. Les forêts de Bachkirie sont dotées de réserves et de parcs nationaux, qui recouvrent plus de 10 000 km2. La république est aussi riche en sources d'eau minérale, médicinale et potable. Les métiers traditionnels bachkirs, l’élevage et l’apiculture, restent d’importantes activités économiques.
La région compte peu de marécages et ils occupent une faible superficie. Les plus grandes zones humides se trouvent dans les cours inférieurs des rivières Belaïa et Bystry Tanyp.

### Faune et flore
Les forêts occupent plus de 40 % du territoire de la république. Dans le Cis-Oural, ce sont des forêts mixtes ; dans les contreforts occidentaux, les régions montagneuses et le Trans-Oural bachkir, il y a des forêts de pins, de bouleaux et une taïga sombre de conifères. Dans la région du Cis-Oural, les steppes boisées avec des forêts de bouleaux et de chênes, et les steppes à graminées herbacées sont également répandues. De plus, les steppes s'étendent dans les régions trans-ouraliennes. Les sols sont principalement constitués de forêt grise, de tchernozioms, de gazon-podzolique.
Le territoire de la république abrite 77 espèces de mammifères, environ 300 espèces d'oiseaux, 42 espècesde poissons, 11 espèces de reptiles, 10 espèces d'amphibiens, 15 000 espèces d'insectes, 276 espèces d'araignées, 70 espèces de tiques, 120 espèces de mollusques, 140 espèces de crustacés et environ 1 000 espèces de vers. Parmi celles répertoriées dans le Livre rouge de la Bachkirie figurent 18 espèces de mammifères, 49 espèces d'oiseaux, 7 espèces de poissons, 3 espèces d' amphibiens, 6 espèces de reptiles et 29 espèces d'animaux invertébrés, dont 28 espèces d'insectes.

### Aires protégées
Au 31 décembre 2021, la superficie totale des aires protégées de la république était de 985 936,7 hectares, soit 6,89 % de l'ensemble du territoire de la république. Il y a 216 aires protégées situées dans la république. La république comprend 3 réserves naturelles d'État que sont la réserve naturelle de Choulgan-Tach, la réserve naturelle de Bachkirie et la réserve naturelle de l'Oural du Sud ; mais aussi le paarc national de Bachkirie. De plus, il y a un jardin botanique, 5 parcs naturels, dont l'Altyn-Solok, 27 zakazniks (17 zakazniks zoologiques, 3 zakazniks paysagères et 7 zakazniks botaniques) et 179 monuments naturels.

Rivière Belaïa dans la réserve naturelle bachkire.
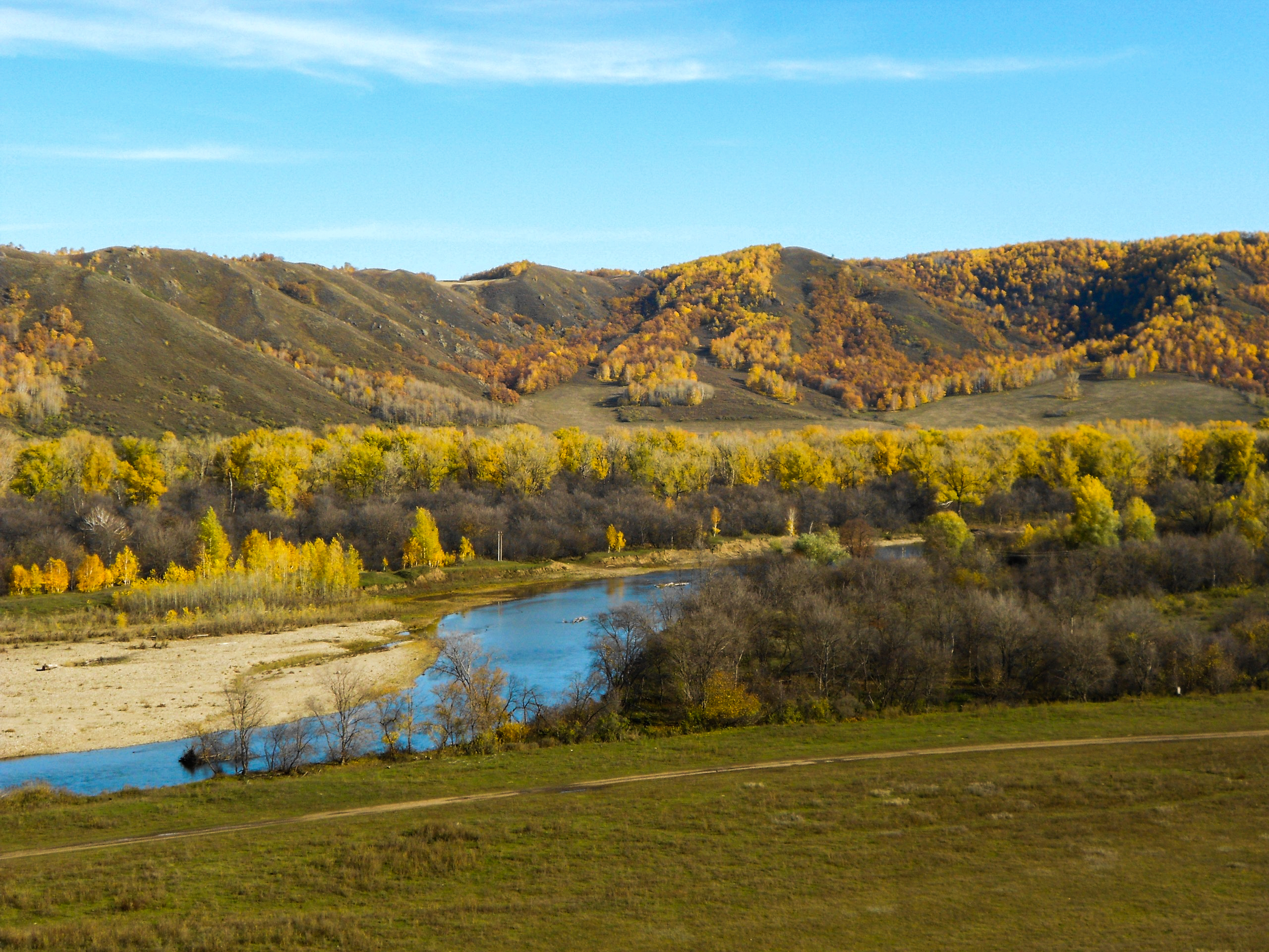
Rivière Sakmar dans la réserve de Shaytan-Tau.
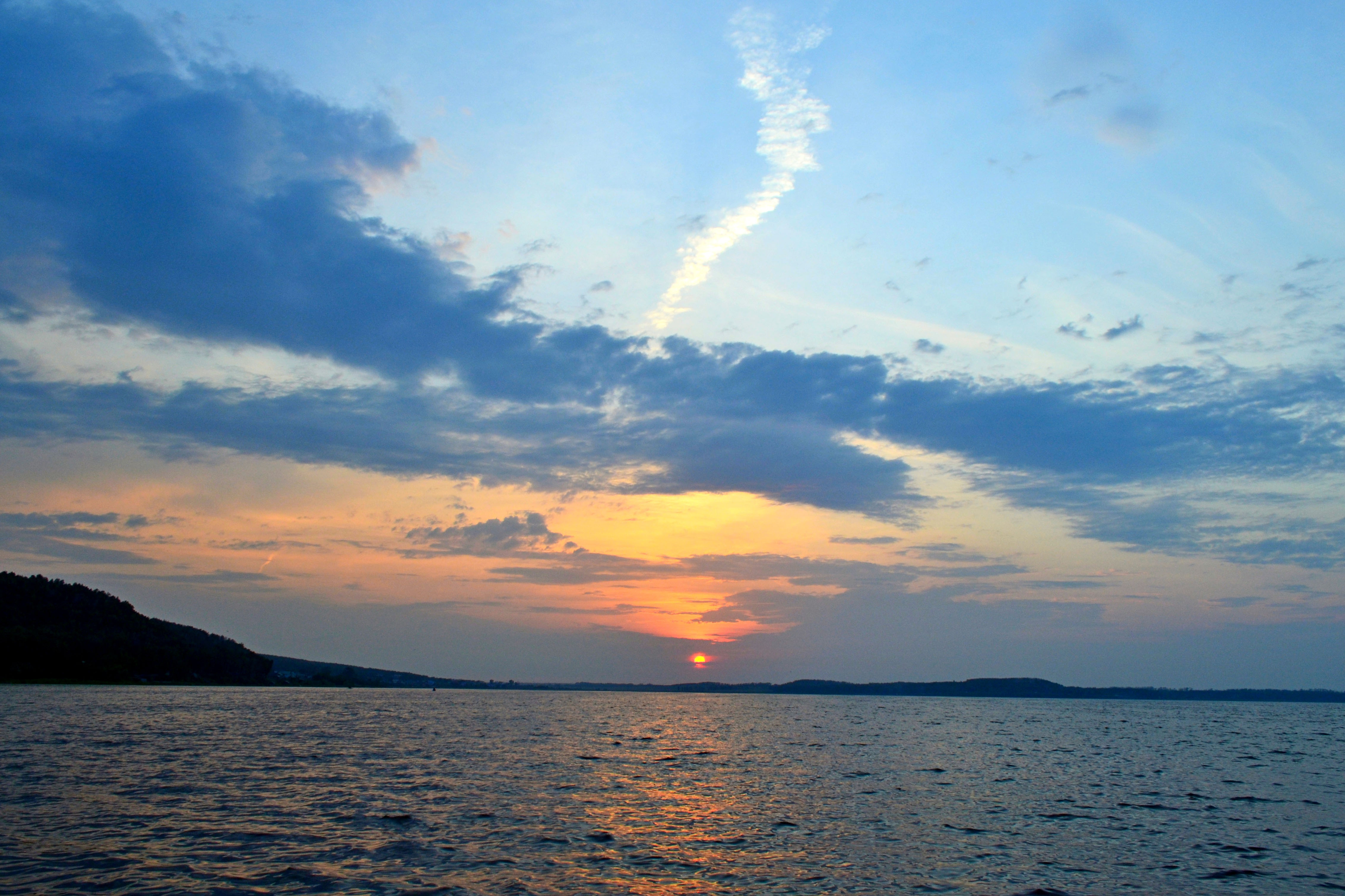
Lac Kandrykoul.
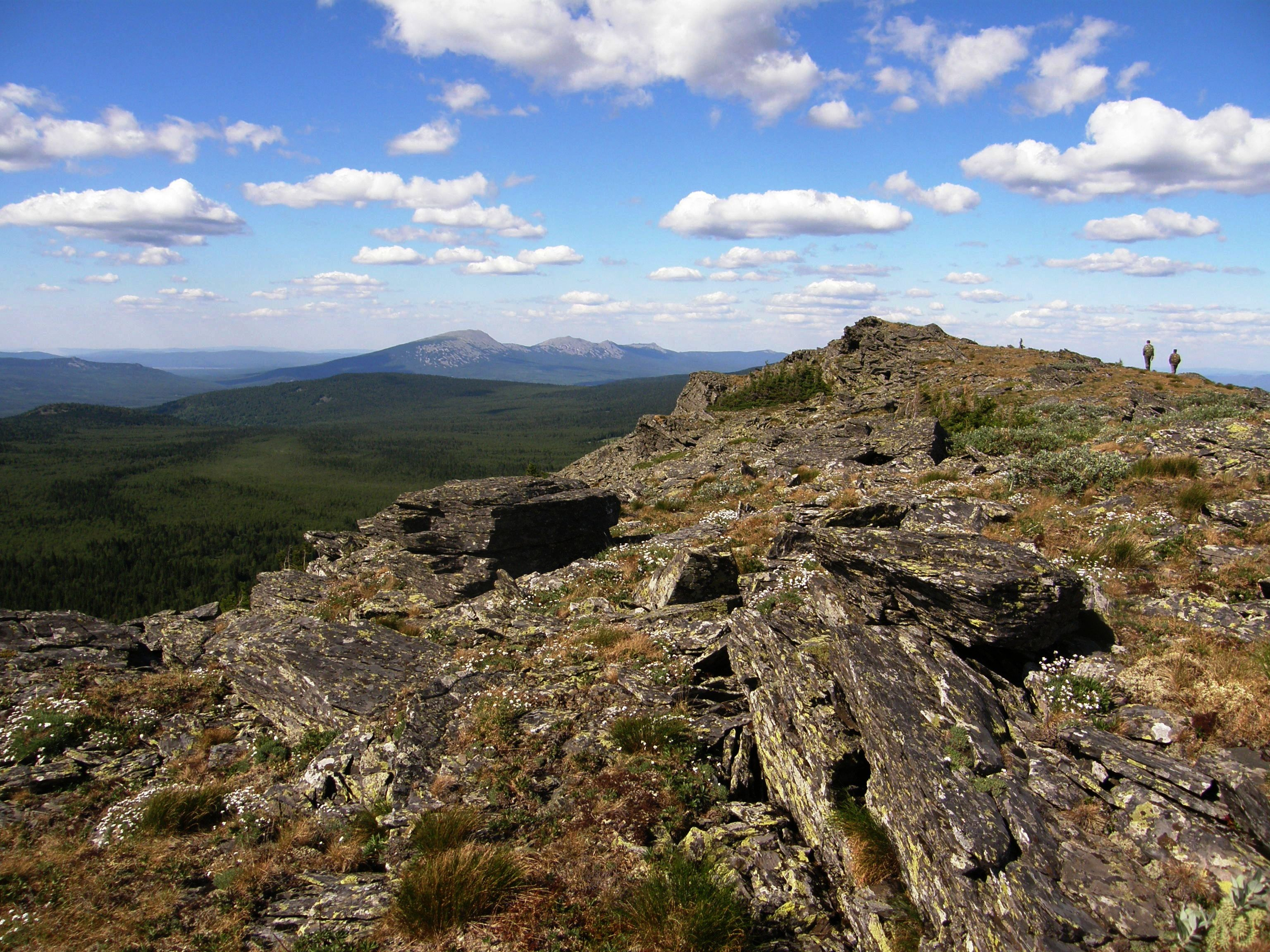
Montagnes dans la réserve naturelle de l'Oural du Sud.

## Urbanisme

### Voies de communication et transports

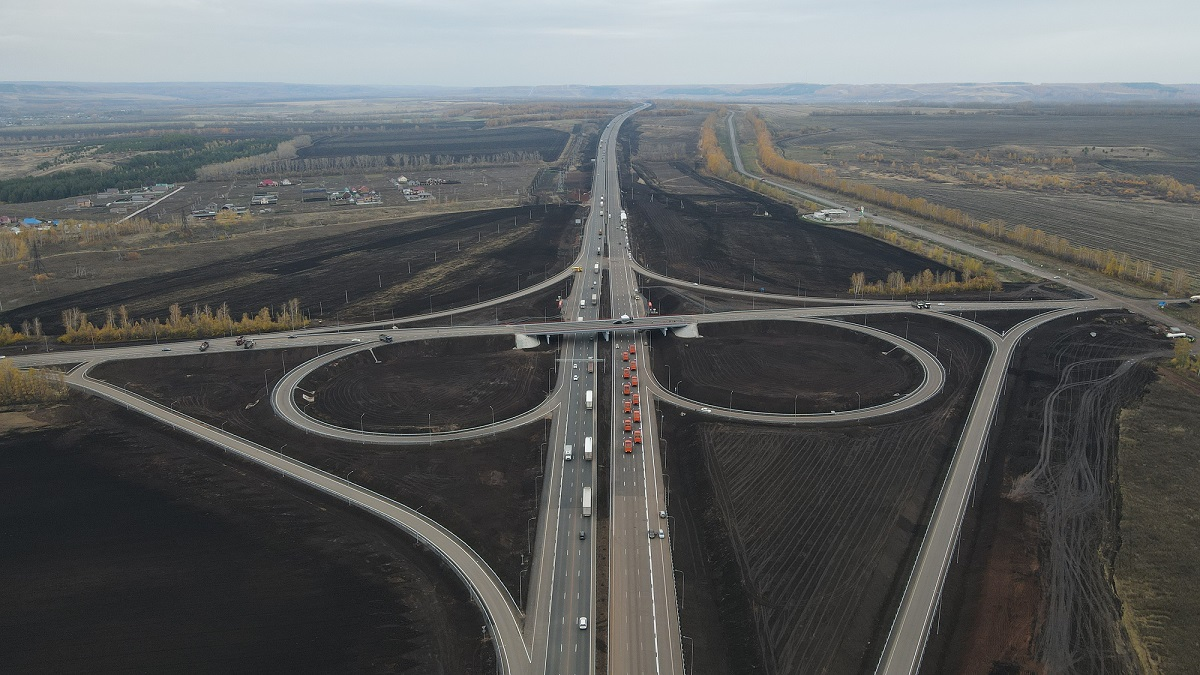
Route fédérale M5 près de Kandy.

Fin 2022, selon Rosstat, la longueur totale des voies publiques en Bachkirie est de 50 487,5 km, dont 802,7 km de routes d'importance fédérale, 13 596,7 km de routes d'importance régionale et 36 088,2 km de routes d'importance locale. La longueur des routes à revêtement dur est de 46 181,3 km (91,5 % du total).
Fin 2022, selon Rosstat, la Bachkirie compte 1 450,7 km de voies ferrées, et la densité du réseau ferré est de 102 km / 10 000 km2.
La rivière Belaïa et son affluent la rivière Oufa font partie du réseau navigable Volga-Kama. Cela assure à la république une connexion au système des Cinq-Mers, permettant d'accéder aux différentes mers de la Russie européenne.

## Histoire

### Période préhistorique

#### Paléolithique

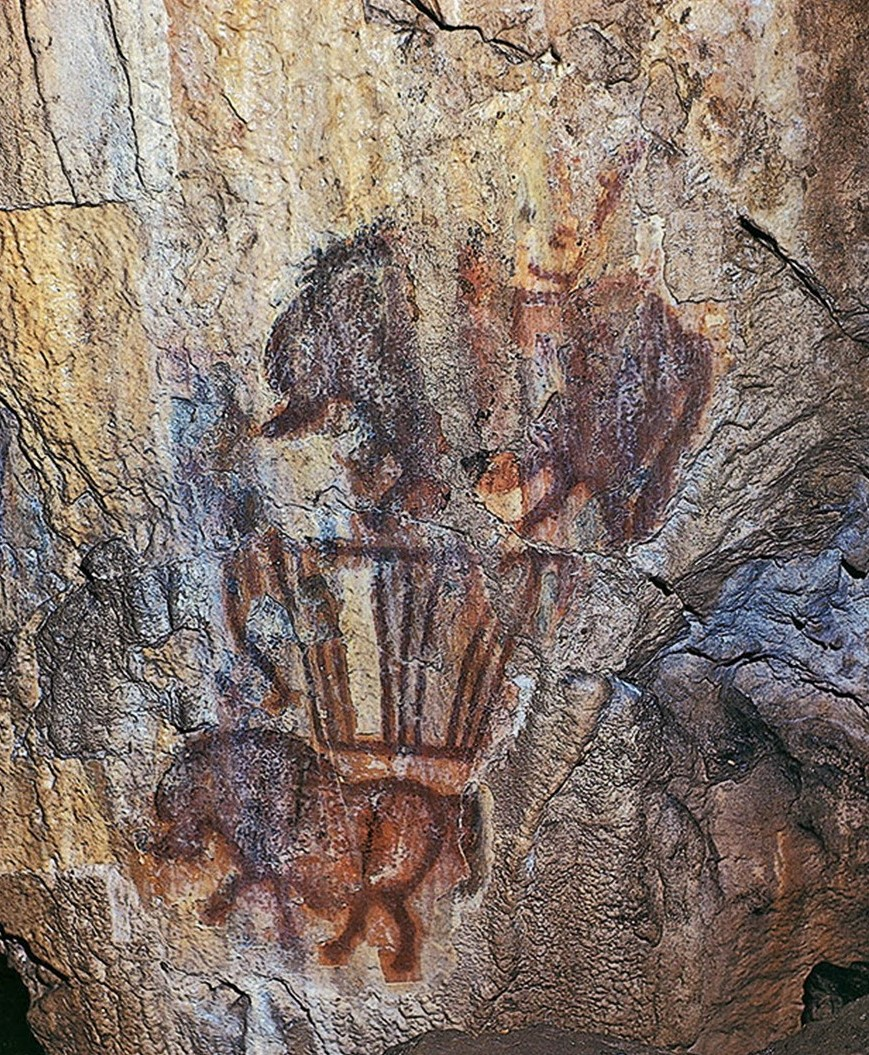
Pétroglyphe dans la grotte de Kapova.

Pendant la préhistoire, le nord de l'Oural fut recouvert par les glaciers. Mais ces derniers n'atteignaient pas l'Oural du Sud, où se trouve aujourd'hui la Bachkirie, mis à part les sommets montagneux. La région était dominée par un paysage ressemblant à la toundra, avec presque pas de forêts. La date de l'arrivée du genre Homo dans l'Oural du Sud n'est pas connue, mais il est présumé il y a environ 1 million d'années. Le plus ancien site d'habitation humaine sur le territoire de la République moderne de la Bachkirie est le site d'Urta-Tube (le nom russe est Myssovaïa) près du lac Karabalykty, datant du Paléolithique inférieur et moyen, aujourd'hui près du village de Tachbulatovo. Le site remonte à 200 000 ans pendant le moustérien, et des restes de haches entre autres ont été retrouvés. Par ailleurs, le site de Bogdanovka I, exploré pendant les années 2000, a permis de retrouver plus de 1000 objets datant d'il y a 40 000 à 100 000 ans. D'autres sites ont été découverts datant de ces époques, comme Bolchaïa Gloukhaïa, Ganitchata (les deux de 200 000 à 250 000 ans) et Moulino et Aïdos (40 000 à 100 000 ans AP). L'origine géographique de ces premiers humains n'est pas connue, mais l'hypothèse qu'ils viennent d'Europe n'est pas la plus privilégiée, à cause du niveau élevé de la mer Caspienne à l'époque et de la présence des glaciers aux latitudes basses.
Au paléolithique supérieur, la Bachkrie était peuplée comme tout l'Oural du Sud. Plus de 200 sites sont connus dans l'Oural du Sud de cette époque. L'homme savait à cette époque faire des pointes de flèches, et connaissait de nombreuses techniques de polissage. De cette époque date la grotte de Kapova (Shulgan-Tash), qui possède des images de 6 mammouths, d'un rhinocéros laineux, de deux chevaux et d'autres animaux sur les parois. Les dessins datent de 14 500 à 36 400 ans pour les plus anciens selon une étude de 2016. L'homme savait alors fabriquer des armes et des bijoux. Dans la région de Soungir, on a retrouvé deux lances de 2,4 m et de 1,6 mètre de longueur, fabriquées à partir de défenses de mammouths.

#### Mésolithique et Néolithique
Au mésolithique, le climat de l'Oural devient nettement plus chaud tandis que la dernière période glaciaire touche à sa fin avec la fonte des glaciers dans le nord de l'Oural et le moyen-Oural. En Oural du Sud, la région se couvre de forêts, de lacs et de prairies verdoyantes. Les animaux comme le mammouth et le rhinocéros laineux ont disparu, et ont été remplacés par des chevreuils, des élans et des lièvres entre autres. Les populations doivent alors inventer de nouveaux outils pour les chasser. Les sites archéologiques de cette époque couvrent tout l'Oural du Sud, comme Novka et Ilmourzino près d'Oufa, ou Iaktykoul et Mourat dans le raïon d'Abzlilovo. D'entre le Xe et le VIe millénaire av. J.-C. datent deux cultures archéologiques, Ilmourzine en Cis-Oural et Iangel en Trans-Oural. Ce serait à cette époque que se serait formé le peuple finno-ougrien, dans le sud de l'Oural, avant de migrer vers différentes régions,.
Selon une version, la domestication du cheval a eu lieu sur le territoire de la Bachkirie historique, comme en témoignent les restes les plus anciens d'un cheval domestique sur les sites de Mullino II et Davlekanovo II, remontant selon la datation au carbone 14 au tournant des VIIe – VIe millénaire av. J.-C.. Au cours de l'ère mésolithique, il y a eu une augmentation significative de la population sur le territoire actuel, comme en témoignent divers sites archéologiques de cette période dans le Trans-Oural bachkir. L'ère néolithique est caractérisée par la transition vers une économie productive d'agriculture et d'élevage.

#### Âge du Bronze

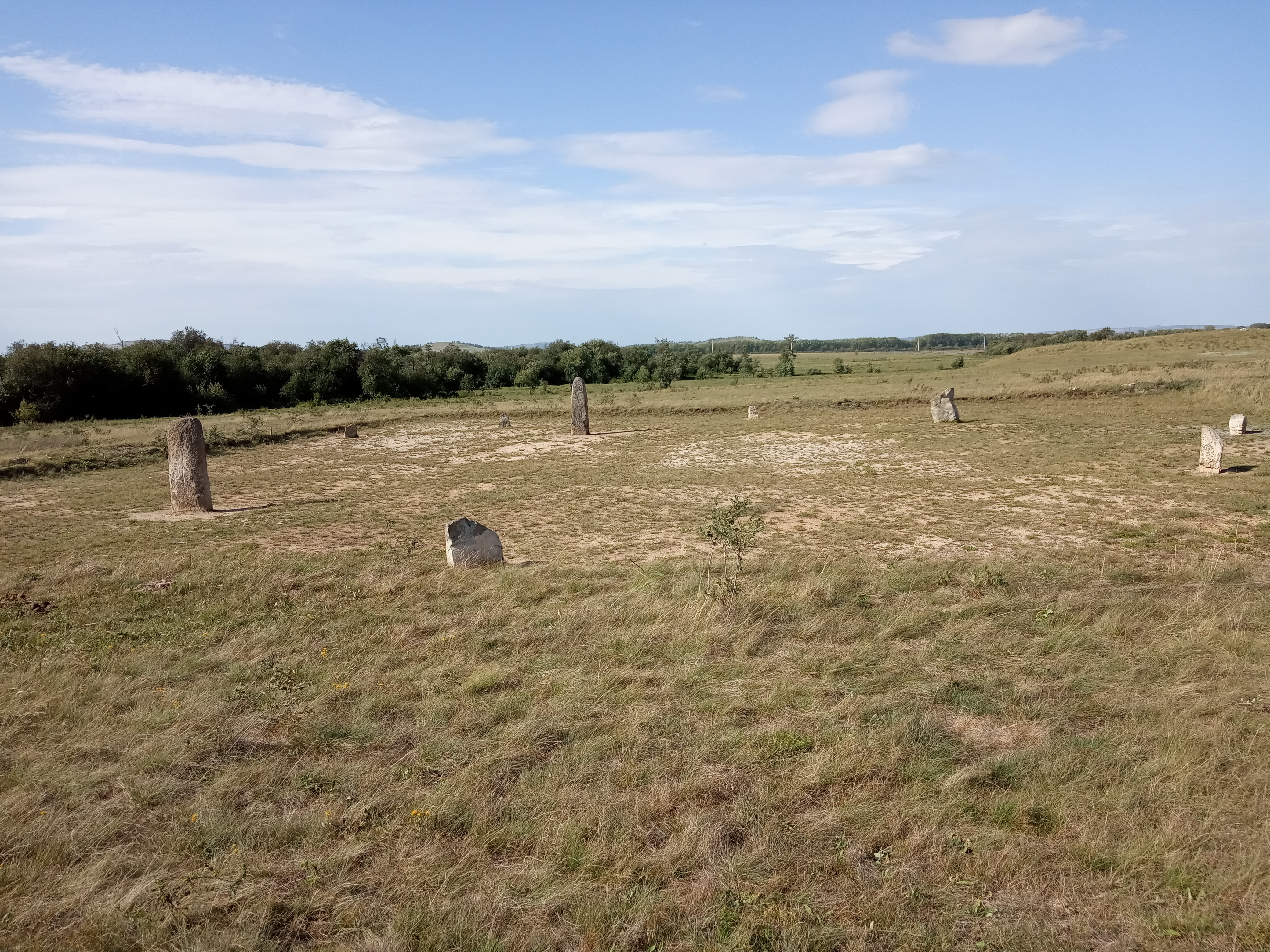
Site mégalithique d'Akhounovo.

Du milieu du IIe au début du Ier millénaire av. J.-C., à l'âge du bronze, commence une période de développement intensif du territoire de l'Oural du Sud. Elle est associée à l'arrivée sur les lieux des tribus de la culture Abachevo. Les Abachévites possédaient un haut niveau de transformation du bronze et de fabrication d'outils.

### Antiquité

Carte d'Hérodote, avec les Arimaspes à l'est.

Au VIIe siècle av. J.-C., le poète grec semi-légendaire Aristée de Proconnèse fait mention, après un voyage en Scythie, d'un peuple nommés les Arimapses, situés entre les Issédons et les Hyperboréens. Ce peuple légendaire était composé de braves guerriers selon ces dires, et certains associent ce peuple à ceux vivant dans le sud de l'Oural. En effet, ce serait à cette époque que le mythe bachkir de l'Ural-batyr (en) serait né, et il serait similaire à des mythes grecs et bibliques. Une possibilité pour expliquer des échanges entre le monde grec et l'Oural est fournie par la présence des mines de l'Oural du sud, la région exploitant déjà le cuivre à cette époque. De plus, les peuples locaux maîtrisaient le cheval, ce qui leur permettait de voyager loin.
Ces peuples que sont les Argippéens, les Arimapses et d'autres sont à nouveau mentionnés dans le Traité des Airs, des Eaux et des Lieux d'Hippocrate. Mais surtout, ils apparaissent dans l'Histoires d'Hérodote, ce dernier les décrivant comme similaires aux Scythes, bien que différents. Selon Hérodote, le pays des Argippéens, des Arimapses et des Issedones était riche en or d'après la mention selon laquelle des griffons y vivaient. La région du Trans-Oural est riche en or et selon l'archéologie à cette époque, le commerce vers la Grèce était actif. En effet dès l'âge du Bronze, une route de commerce entre les Scythes et la Grèce était établie, et sa fréquentation s'est intensifiée au début de l'âge du fer en raison du développement de l'exploitation des gisements de cuivre et d'or. Le cuivre de l'Oural du Sud allait jusqu'en mer Noire : en effet, des sites et artefacts grecs se sont avérés contenir du cuivre de l'Oural du sud. Des bijoux et autres artefacts voyageaient en grande quantité vers la mer Noire à ce moment-là.
Selon les mentions d'Hérodote, des conflits éclataient souvent entre Issedons, Arimaspses et Argippéens autour des mines de cuivre et d'or. Un voyageur grec fait mention d'une région montagneuse où les vents froids du nord soufflent constamment, ce qui a été identifié comme étant le sud de l'Oural, prouvant la présence de Grecs dans la région et des échanges.
Entre les IIIe et IIe siècles av. J.-C. se trouvait la culture de Piani Bor dans la région du bassin de la Kama, donc dans le Cis-Oural bachkir. Au Ier siècle av. J.-C. apparaît le mythe bachkir du Kouzykourpias. La carte de Ptolémée (vers l'an 150) représente des montagnes qui seraient l'Oural ainsi qu'un fleuve qui serait l'Oural actuel. D'après l'historien bachkir Zeki Velidi Togan, plusieurs tribus mentionnées seraient les ancêtres des Bachkirs.

### Moyen Âge

#### Haut Moyen Âge
Vers 370, les Huns, peuple dont l'origine reste incertaine, franchissent la Volga après avoir traversé l'Oural, marquant le début des invasions barbares. Ces invasions marquent le début d'une nouvelle période en Bachkirie, où la population finno-ougrienne a été confrontée à de nouvelles populations venues des steppes, ce qui changea la carte ethnique de la Bachkirie. Parmi les nouvelles populations se trouvent celles de la culture de Tourbasline, venant probablement de la mer d'Aral, avec comme sites Komintern II et Chikhan entre autres, ainsi que ceux de la culture d'Imenkovo (du Ve au VIIe siècle), qui partagent de nombreux liens avec Tourbasline (du IVe/Ve au milieu du VIIe siècle), particulièrement sur les rites d'inhumation.
Les populations de la culture d'Imenkovo n'ont pas une origine claire, peut-être des Khavars ou des Alains. Quant à celles de la culture de Tourbasline, ils étaient peut-être des Xionites, ou des descendants des Massagètes et des Sarmates et Alains. La culture d'Immenkovo, la population serait arrivée aux Ve – VIe siècles dans le sillage des Huns. La culture de Tourbasline était turcophone, et elle serait arrivée à partir du Ve siècle, et surtout à partir de 557 lorsque les turcs Ashina ont envahi l'Asie centrale, poussant les Xionites à partir vers le sud de l'Oural, où ils se sont mélangés avec les Ougriens. Les Ougriens, qui sont les anciens Magyars, ont incorporé un patrimoine génétique d'Asie centrale avec des nouveaux arrivants. Récemment, une étude a confirmé que la composition des lignées paternelles magyares conquérantes est très similaire à celle des Bachkirs confirmant les sources historiques qui indiquent l'origine commune des deux groupes.
En 545, le Khaganat turc est formé par le clan Ashina dans les steppes d'Asie centrale. Il s'étend rapidement, et atteint en 558 les rives de la Volga. Les populations du sud de l'Oural passent alors sous la domination turque. Les Byzantins envoient en retour l'ambassadeur Zémarque dans ce khaganat pour établir des relations. Cet ambassadeur décrit la rivière Daikh, l'actuelle Oural, en 568.

En Bachkirie, de nouvelles cultures apparaissent ou se perpétuent. La culture de Bakhmoutino commence au Ve siècle et finit au VIe/VIIIe siècle. Cependant, certains archéologues considèrent la culture de Mazounine (aux IIIe et IVe siècles) comme le début de la culture de Bakhmoutino, la faisant ainsi débuter deux siècles plus tôt. Cette culture est ensuite influencée par les nouveaux arrivants. La culture de Koucharenkovo s'étale des VIe au IXe siècle dans le sud de l'Oural. Enfin, la culture de Karaïakoupov (IIe au VIe siècle pour la première étape puis jusqu'au VIIIe siècle pour la seconde étape) serait celle des Ougriens, et ainsi des ancêtres des Magyars et des Bachkirs, avec d'autres cultures de la région dont celle de Koucharenkovo. 

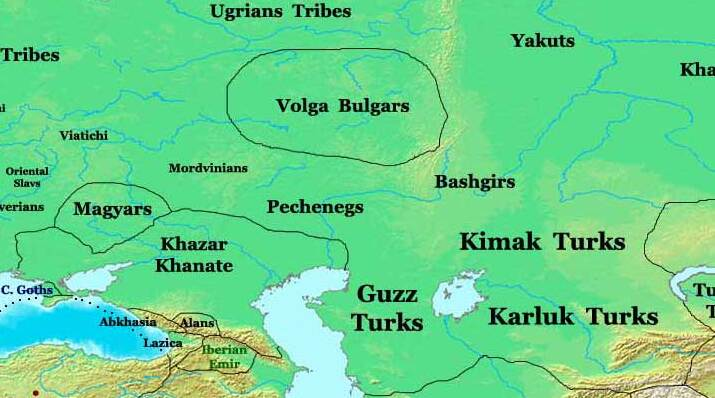
Carte du nord de l'Asie centrale vers 700.

Les chroniques de la dynastie Song décrivent une confédération nomade de peuples d'Asie centrale nommée les Tiele vers le VIIe siècle. Parmi les peuples de la confédération se trouvait selon les chroniques les Beirujiuli (chinois : 北褥九離). Selon un professeur universitaire, ce serait le nom chinois des Bashkorts, nom des Bachkirs. Dans la Géograpie du géographe arménien Anania de Shirak, il est fait mention de peuples nommés les «butki» ou «bushki». Selon l'historien russe Mikhaïl Artamonov, ce nom désignerait les Bachkirs. Anania rapporte que ce peuple descend l'hiver du nord vers la Caspienne pour les pâturages d'hiver.

#### Moyen Âge central
Entre les VIIIe et IXe siècles se forment l'union tribale des Petchénègues au sud de l'Oural, qui part errer vers les steppes de la mer Noire. Une partie des Bachkirs a suivi ce déplacement vers cette nouvelle région.

La première mention de la zone sous la forme de Bashgurd dans l'ouvrage de Rashid al-Din « Oğuzname » remonte au VIIIe siècle. Pour la première fois, le nom du peuple Bashkort apparaît pour la première fois dans la description de Sallam Tarjeman vers 842-847. Ce dernier était à la recherche du pays légendaire de Gog et Magog, et rencontra les Bachkirs à 27 jours de la Volga. Son ouvrage a été rapporté par le géographe persan Ibn Khordadbeh, qui a rencontré Tarjeman. Par la suite, Abu Zayd al-Balkhi, géographe et voyageur perse rapporte au tournant des IXe et Xe siècles que les Bachjards sont divisés en deux tribus, l'une vivant à proximité des Bulgares, l'autre vivant proche des Petchénègues qui sont des Turcs. Le 12 mai 922 arrive dans le Khanat bulgare de la Volga l'ambassade du Calife de Bagdad dirigée par Susan al-Rasi, avec comme secrétaire Ibn Fadlân. Ce dernier écrit un livre détaillant les Bulgares et les Bachkirs. Il appelle ces derniers les Bashgird, les décrivant comme un peuple guerrier et puissant. Le peuple était installé selon lui sur le versant sud de l'Oural et jusqu'à la Volga, côtoyant au sud-est les Petchenegues et à l'ouest les Proto-Bulgares. Ibn Fadlân rencontra les Bachkirs et mit sur papier la chansier bachkire Synrau Torna.

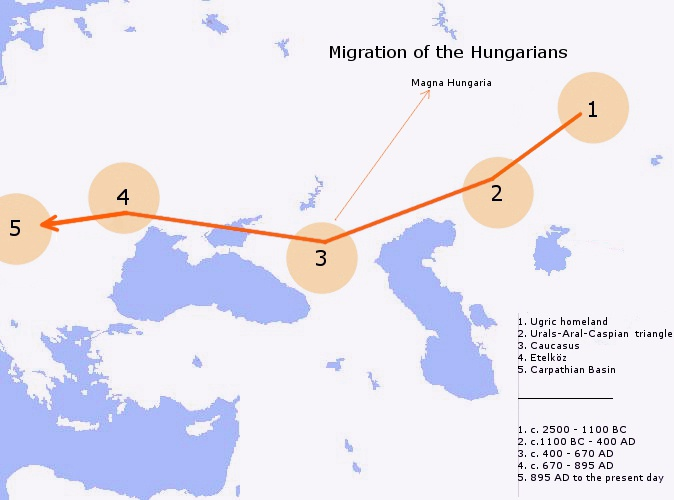
Une carte représentant l'Europe centrale et orientale, ainsi que la voie de migration possible des Magyars vers le bassin des Carpates, d'après la théorie de Péter Veres. Le voyage comprend une halte dans la région de la rivière Kouban. La Bachkirie serait la Magna Hungaria.

Aux Xe – XIIIe siècles, la partie occidentale des Bachkirs faisait partie du Khanat bulgare de la Volga. Au Xe siècle commence la propagation de l'islam parmi la population. L'alphabet arabe devient la base du système d'écriture du bachkir. L'influence arabe et perse, avec un grand nombre d'emprunts, conduisit à d'importants changements dans la langue turque. Plusieurs évènements importants ont lieu à cette époque, en particulier en 965, quand le prince russe Sviatoslav Ier détruit la ville de Bolgar, capitale des Bulgares de la Volga. Au même moment, le voyageur arabe  Al-Mas'ûdî rapportent que les Bachkirs et d'autres tribus turcs se sont déplacés vers l'ouest, car elles sont menacées par les raids des Oghouzes, des Karlouks et des Yemeks venues des steppes d'Ase centrale.
Dans l'ouvrage De administrando Imperio vers 950 de l'empereur byzantin Constantin VII, ce dernier fait mention des Petchénègues qui ont chassé les Magyars de la région vers la Pannonie. D'autres tribus se sont alors formés dans l'Oural du Sud, qu'il mentionne, avec les Iourmates et les Kese (ou Keszi) entre autres. Ces peuples formèrent les Bachkirs modernes.
Mahmoud de Kachgar, linguiste ouïgour, composa vers 1075 le Recueil des langues turques, où il catégorise les Bachkirs comme l'un des vingt principaux peuples turcs. Il note la proximité de la langue bachkire avec le kirghize, le kiptchak et d'autres langues turques,. En 1096, les montagnes de l'Oural sont pour la fois mentionnée dans les chroniques russes. Au même moment, l'œuvre de Yusuf Khass Hajib est né et est en Bachkirie, où elle s'est introduite dans la culture bachkire.
Le géographe arabe Al Idrissi a écrit au XIIe siècle le Tabula Rogeriana. Dans celui, il mentionne que les Bachkris vivent au nord de la Caspienne, entre l'Idel et le Iaïk. Trois villes bachkirs sont mentionnées Karakiya (Karukia), Kasra (Kastr) et Masra (Mastr). Il rapporte que Karakiya est constituée de maisons et de yourtes en bois, et que le pays des Bachkirs est constamment attaqué par les Bulgares, qui vivent à 16 jours de route. Constamment en guerre, les Bulgares ont construit la ville de Biliar sur les terres bachkires. Par ailleurs, il divise deux régions dans le pays des Bachkirs, « intérieures et extérieures ». Les Bachkirs externes vivent dans les steppes et les déserts, et dans le cours supérieur du Iaïk se trouve la ville de Minjan (Nemjan), où se situe le mont Irendek. Plus de 1 000 personnes travaillent à ce mont pour la fusion du cuivre, qui, une fois fondue, est envoyé pour être vendu à Khorezm et à Tachkent. Le pays des Bachkirs intérieurs est selon lui frontalier des Bachkirs intérieurs.

#### Sous les Mongols

##### Invasions mongoles

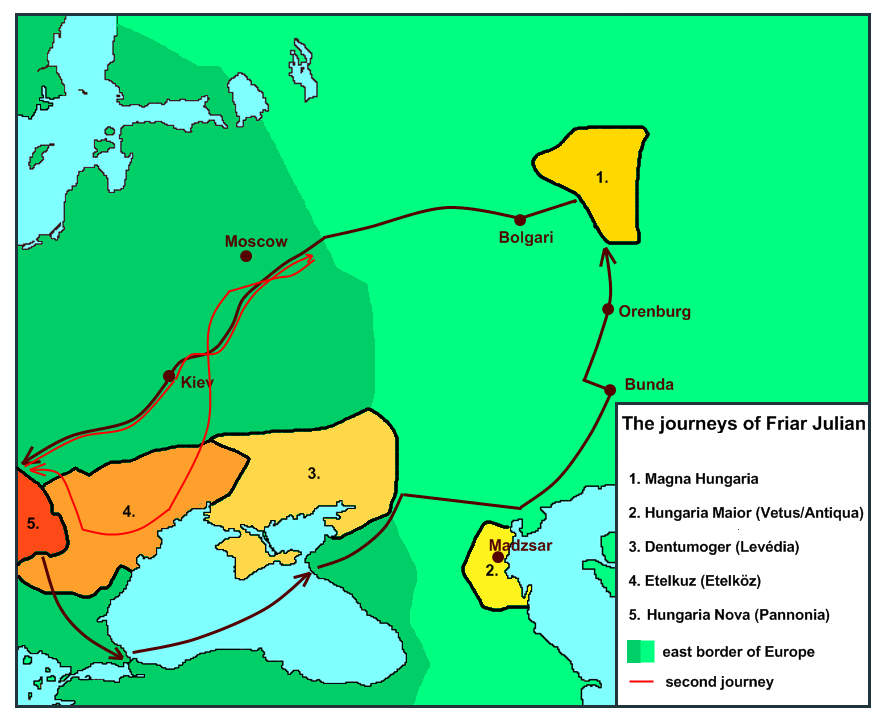
Les itinéraires du frère Julien.

Les premières interactions entre les Mongols et les Bachkirs ont probablement lieues en 1207. Peu après, Gengis Khan envoya son fils aîné Djötchi conquérir les peuples au nord-ouest de la Mongolie. D'après l'Histoire secrète des Mongols, il conquit de nombreux peuples forestiers, à savoir ceux vivant dans la taïga de Sibérie occidentale et en Oural, et ils atteignirent les Bachkirs sans les conquérir. La conquête des Bachkirs se révèle difficile pour les Mongols, et en 1219-1920, Gengis Khan mène lui-même une campagne jusqu'à l'Irtych. Il envoie ensuite son commandant Subötaï pour conquérir un certain nombre de peuples, dont les Bachkirs et les Bulgares, et d'atteindre Kiev. La bataille de la Kalka fut une victoire pour ce dernier face à l'alliance de la Rus' de Kiev et des Polovtses. Il fit alors demi-retour, ne prenant pas Kiev, espérant conquérir le Khanat bulgare de la Volga sur le retour. Quelque part en 1223 ou 1224 (peut-être le 31 mai 1223), une bataille eu lieu entre Mongols et une alliance des Bachkirs et des Bulgares. D'après les chroniques arabes, les Bachkirs infligèrent une terrible défaite.
À la suite de cette défaite, la conquête des Bachkirs devint l'un des principaux objectifs des Mongols, car sinon ils ne pouvaient se diriger vers la Rus. Subötaï entreprit en 1229-1230 une série de campagnes contre les Bachkirs et les Kiptchaks voisins, mais il ne réussit pas. En 1235, le khan Ögedeï ordonna une vaste campagne vers l'ouest. Rashid al-Din, historien des Mongols, écrivit que les Bachkirs furent vaincus sans trop d'efforts, tandis que l'Histoire secrète des Mongols admet que les Bachkirs ont opposé une résistance obstinée vis-à-vis des Mongols. D'après les légendes bachkires, à la suite des batailles acharnées, les Bachkirs se sont réfugiés en forêt et ont continué à résister pendant de nombreuses années.
En 1236, le moine hongrois Julien, à la recherche de l'ancienne terre des Hongrois, se rendit en terre bachkire. Il informa me pape Grégoire IX de l'Empire mongol, et que les Mongols vivaient à côté des Bachkirs, mais qu'ils n'avaient pas réussi à conquérir les Bachkirs. Il raconta que pendant 14 ans, les Bachkirs avaient retenu l'assaut des Mongols, permettant d'offrir un sursis à la Russie. Mais finalement, les Mongols conclurent un accord d'alliance avec les Bachkirs, où les Bachkirs occupaient une position privilégiée et non subordonnée au sein de l'Empire. Sur un autre sujet, le moine nota qu'il avait trouvé des individus dont la langue était totalement intelligible avec le hongrois,.

##### Horde d'Or

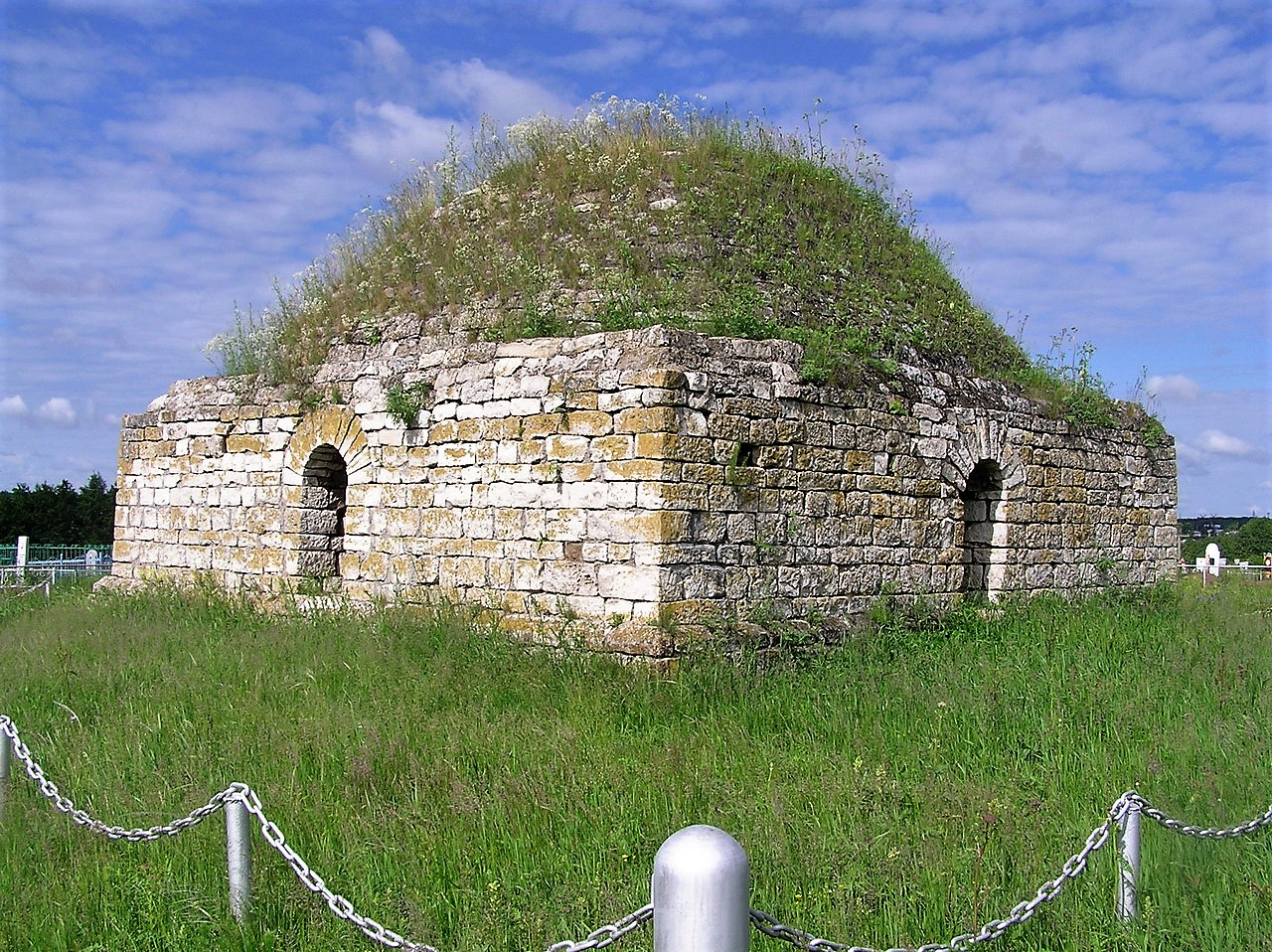
Mausolée d'Hussein Beyk.

La Horde d'Or est formé par Batu Khan en 1243, et aux XIIe et XIVe siècles, tout le territoire de peuplement des Bachkirs faisait partie de la Horde d'Or. Les Bachkirs reçoivent le droit de tuer (yarlyki), c'est-à-dire en fait l'autonomie territoriale au sein de l'empire mongol. Dans la hiérarchie juridique de l'État mongol, les Bachkirs occupaient une position privilégiée. En 1253, le moine néerlandais Guillaume de Rubrouck dans son voyage vers Karakorum renseigne dans son rapport le pays de Pascatir, le nom qu'il utilise pour désigner les Bachkirs.

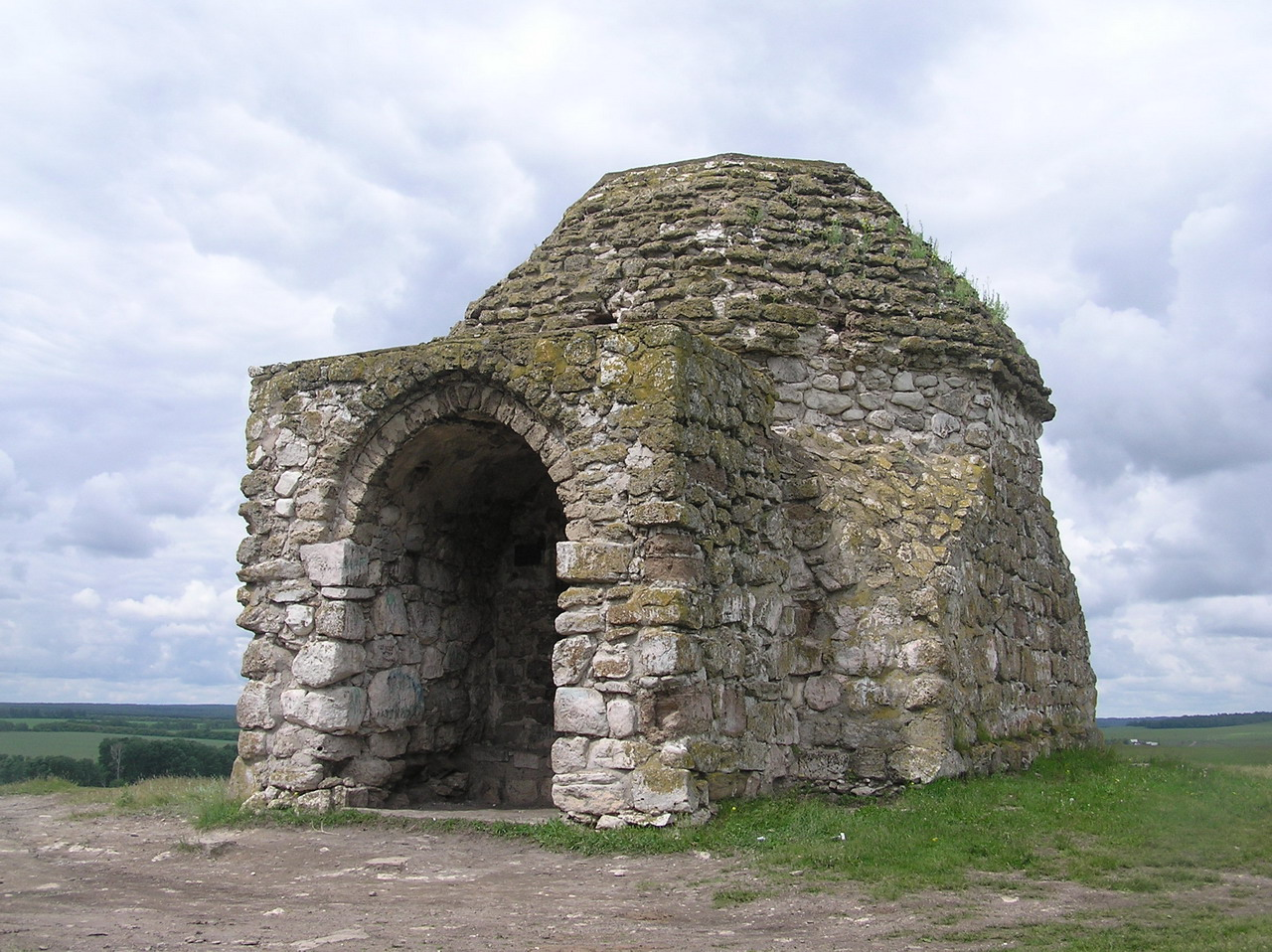
Mausolée de Toura Khan, bâtiment du XIVe siècle.

La culture connaît un grand essor à cette époque. Ainsi aux XIIIe – XIVe siècles, les épopées bachkires de Zayatulyak, de Khukhylu et d'Aldar et Zoukhra prennent forme. En 1339, le mausolée de Hussein Beyk est construit, témoignant de la présence totale de l'islam parmi les Bachkirs. Plusieurs œuvres littéraires importantes sont faites à cette époque, comme le Khosrow et Shirin (1341-1342), le Mukhabbat-name (1353-1354), le Gulistan bit-tiourki (1391-1392), le Nakhjel-faradis (1395-1396) et l'Idukrai et Muradym (fin du XIVe et début du XVe siècle). En 1396, le maysolée de Toura Khan est érigé.

##### Khanats mongols
Pendant la guerre Tokhtamych-Timour, la bataille de la rivière Kondourcha (lieu moderne dans l'oblast de Samara) a lieu le 18 juin 1391, où Tamerlan gagne face à la Horde d'Or, contraignant Tokhtamych à fuir. La guerre entre les deux leaders continua, conduisant à l'effondrement de la Horde d'Or. Après l'effondrement de la Horde d'Or, la majeure partie de la Bachkirie était un gouvernorat spécial de la Horde Nogaï, le territoire de résidence des Bachkirs de l'Est faisait partie du Khanat de Sibérie et les terres des Bachkirs de l'Ouest faisaient partie du Khanat de Kazan.
Dans les chroniques russes, la première mention de la terre bachkir remonte à 1469. En 1489, il est pour la première fois mentionnée dans les écrits Imen-Kala (« la ville des chênes »), un centre administratif de la Horde Nogaï où se trouve aujourd'hui la ville d'Oufa. L'universitaire polonais Maciej Miechowita décrit dans son ouvrage les terres au-delà de la Moscovie, parmi lesquelles se trouvent Iougra, la Permie, les terres des Tchérémisses et la Bachkirie.

##### Effondrement du joug mongol et annexion à la Moscovie

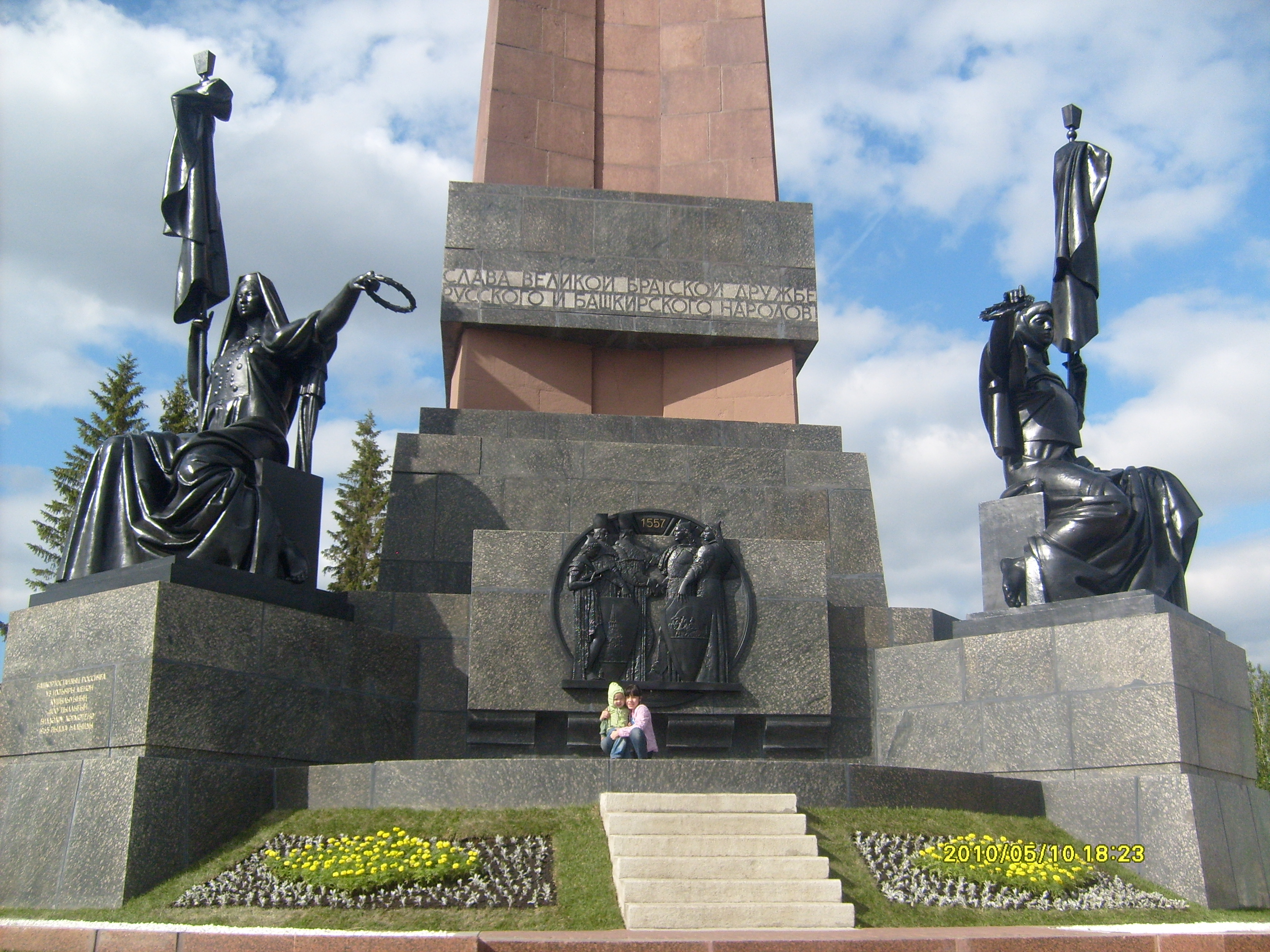
Monument de l'Amitié à Oufa commémorant l'annexion des Bachkirs à la Moscovie.

Le 26 octobre 1552, la ville de Kazan est prise, et le khanat de Kazan est alors annexé à l'État russe. L'évènement crée les conditions nécessaires pour la fin de la domination des Nogaï et de Sibir sur les Bachkirs. À la suite de cette défaite, des négociations commencent en 1554 à Kazan entre le prince Alexandre Gorbati-Chouïski, représentant du tsar, et les tribus bachkires Gaina, Min, Yurmat, Burzyan, Kypsak, Usergan et Tamyan. Les princes de ces tribus sont Aisuak-biy, Kanzafar-biy, Tatigas-biy, Iske-biy, Mushavali Karakuzyak-biy, Bikbau-biy et Shagali Shakman-biy. Les négociations aboutissent en 1556 à la citoyenneté russe pour ces tribus comme accord préliminaire.
En 1554, la ville de Pascherti est représentée par Gérard Mercator sur sa carte de la Russie, qui est aujourd'hui la ville moderne d'Oufa.
En 1557, le tsar Ivan le Terrible rencontre au kremlin de Moscou les représentants des tribus bachkirs Aisuak-biy, Kanzafar-biy, Tatigas-biy, Iske-biy, Mushavali Karakuzyak-biy, Bikbau-biy et Shagali Shakman-biy. Les deux parties confirmèrent l'accord préliminaire fait à Kazan sur l'annexion des Bachkirs à la Moscovie. La chronique de Nikon transmet que les Bachkirs ont accepté cette allégeance et ont accepté de payer le iassak. Moscou garantissait aux Bachkirs la protection, le respect des droits patrimoniaux des Bachkirs, la liberté de religion, la non-ingérence dans les affaires intérieures ainsi que la préservation du gouvernement local. En revanche, les Bachkirs devaient se reconnaître comme sujets de la Russie, devant supporter l'armée et devant rendre hommage.

### Domination impériale russe

#### Tsarat de Russie (1557-1721)

##### 1557-1600
L'annexion au Tsarat de Russie a entraîné un élargissement considérable de la Moscovie. Les Bachkirs ont arrêté les guerres civiles, tandis que l'émergence de la conscience d'une identité ethnique s'est produite. Les tribus se sont consolidées, de nouvelles villes sont apparues. Au cours des premières années en Russie, plusieurs évènements se sont produits. En 1569, les Bachkirs demandèrent à Ivan IV de construire une ville sur leurs terres. En réponse en 1574, il ordonna par décret la création de la forteresse d'Oufa à l'emplacement de la forteresse Bachkire Tura-tau (« montagne de la forteresse »). Dans cette nouvelle ville fut établie le voïvode d'Oufa. En 1576, Ivan IV interdit la saisie des terres bachkires, et le 18 août 1586 (28 août dans le calendrier grégorien), Oufa reçu le statut de ville. L'ouïezd d'Oufa fut créé sur le territoire de la Bachkirie.
Le 20 août 1598 (30 août dans le calendrier grégorien), les troupes russes vainquirent les dernières troupes du khan de Sibir Koutchoum sur la rivière Iremen, achevant la conquête du Khanat de Sibir. Sa famille fut capturée, et Koutchoum s'enfuit à Boukhara. Les Bachkirs qui vivaient en Trans-Oural, sous la domination de Sibir, furent alors annexés au Tsarat de Russie.

##### De 1600 à 1721

###### XVIIesiècle
De la seconde moitié du XVIe au début du XIXe siècle, les Bachkirs occupèrent un vaste territoire allant de la rive gauche de la Volga au sud-ouest jusqu'aux sources du Tobol à l'est, de la rivière Sylva au nord, y compris toute la rive gauche de la Volga, jusqu'au cours moyen du Iaïk au sud, c'est-à-dire dans l'Oural moyen et méridional, dans l'Oural, ainsi que dans la région de la Volga et le Trans-Oural.
Face à l'ingérence des Russes, en 1616, un soulèvement des Bachkirs a lieu afin de préserver les conditions de l'annexion. Ces derniers se sont plaints dans de nombreuses pétitions adressées au tsar des violations des droits fonciers, de la violence de l'administration de la voïvodie et de la sévérité des impôts et des taxes. Un nouveau soulèvement a lieu en 1645 dans un certain nombre de volosts de la route de Kazan (une division administrative) en raison de la création du fort Menzelinski sur leurs terres.
Les princes sibériens Ablaï et Tyavka attaquent en 1635 Oufa, mais un détachement russo-bachkir les défait à la périphérie de la ville. En 1643-1644, un autre détachement russo-bachkir a vaincu des princes kalmouks. En 1652-1655, la ligne défensive de Zakamsk est construite. En 1667, la ville de Birsk est fondé comme une forteresse.

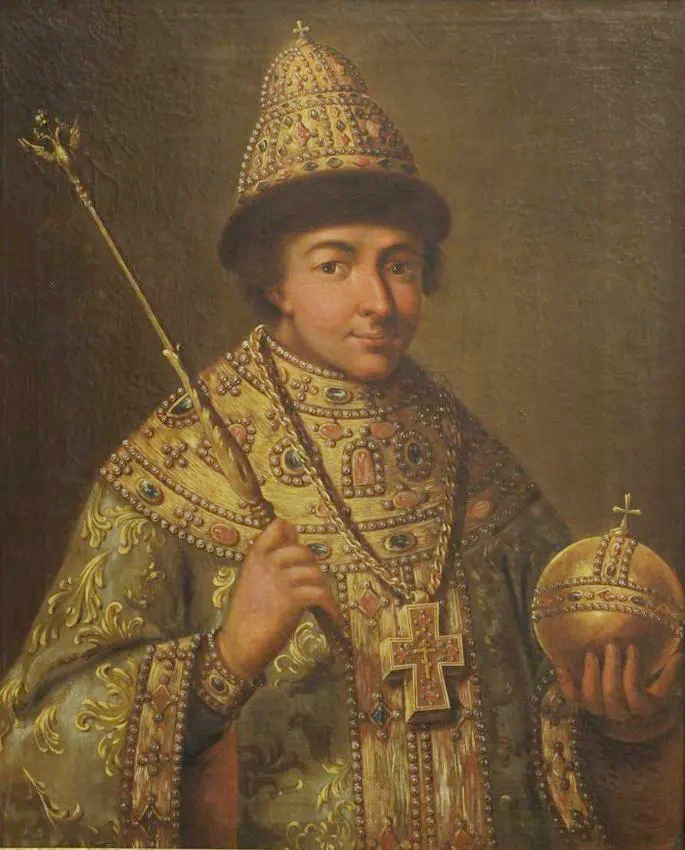
Le tsar Fédor II.

Le tsar Alexis Ier adopte en 1649 à la suite du zemski sobor une loi fondamentale pour le pays. Dans ce texte, les Bachkirs sont garantis de conserver leurs droits patrimoniaux sur leurs terres. Pourtant, les soulèvements continues, avec celui de 1662-1664 face aux violations foncières et à la politique fiscale. Le 15 mai 1664 (25 mai dans le calendrier grégorien), le gouvernement tsariste assure officiellement à Oufa par la voix de son représentant la reconnaissance des droits patrimoniaux bachkirs. Il exige que les voïvodes examinent les plaintes des Bachkirs, qu'il les satisfait et qu'ils mettent fin aux abus lors de la collecte du iassak. Mais les abus continus, et le mécontentement de la population face à l'accaparement des terres, l'augmentation des impôts ainsi que les tentatives violentes de christianiser les musulmans entraînent un nouveau soulèvement. En effet le 16 mai 1681 (26 mai dans le calendrier grégorien), le tsar Fédor II avait publié un décret sur les avantages de ceux qui s'étaient converti au christianisme. Cela a contraint la publication par les tsars Pierre Ier de Russie et Ivan V de Russie d'une lettre, envoyée aux Bachirs, où la christianisation forcée de la population était condamnée. Les rebelles ne s'arrêtant pas, les tsars condamnèrent dans une lettre en octobre 1682 l'accaparement des terres et promirent d'y mettre un terme. Le soulèvement prit fin en 1684.

###### 1700-1721
Un nouveau soulèvement a lieu entre 1704 et 1711, mené par Aldar Issianguildine, Dioumeï Ichkeïev, Koussoum Tioulekeïev, Iman, Mourat, Ourakai Iouldachbaïev et Khazi Akkouskarov entre autres. Il a été provoqué par un ordre du Palais de Kazan sur la confiscation des plus grandes zones de pêche au trésor, sur la création d'impôts et sur la réalisation d'un recensement. Il s'oppose aussi aux tentatives de christianisation par les autorités russes. Les Bachkirs furent soutenus par les peuples voisins des Michars, des Oudmourtes, des Tatars, des Tchérémisses et des Tchouvaches. Quatre phases se distinguent, avec une de 1704 à 1706, où les Russes essayent de passer en force leurs mesures. Alors, les autorités locales, craignant l'expansion de la rébellion, suggèrent aux Bachkirs de se tourner avec une pétition vers le tsar. Elle est rédigée au début de 1706, et une délégation de 8 personnes a été envoyé à Moscou. Mais ils furent arrêtés, emprisonnés, et Ichkeïev exécuté. Un nouveau mouvement a lieu en 1707-1708 face à la répression de l'ambassade, et les autres ethnies non-russes se mettent à soutenir les Bachkirs. En décembre 1707, la bataille du mont Yuraktaou est une victoire importante des Bachkirs. Le soulèvement est généralisé à la Bachkirie, et les rebelles s'approchent de Kazan. En juin 1708, les autorités renoncent à leurs mesures,.
Mais les autorités violent l'accord à l'été et l'automne 1709-1710, provoquant la suite du soulèvement, principalement dans le Trans-Oural, et rentrent en contact avec les Karakalpaks. Enfin la dernière étape du soulèvement a lieu en 1711, lorsque, avec le soutien des Karakalpaks, les Bachkirs s'approchent d'Oufa. Mais des négociations eurent lieus, et toutes les revendications des Bachkirs furent satisfaites. Les autorités de Kazan et d'Oufa qui avaient exercer les violences furent condamnés,.
En 1708, la région a été incluse dans le gouvernement de Kazan sous le nom de voïvodie d'Oufa, qui en 1719 a été rebaptisée province d'Oufa. En 1719, un recensement a commencé, auquel les Bachkirs ne furent pas soumis.

#### Empire russe (1721-1919)

##### Fortification de la région et soulèvement de 1735-1740
En 1728, un décret du Sénat dirigeant ordonna le renforcement de forts, dont celui d'Oufa, afin de protéger les terres de raids ennemis. En 1731, la deuxième ligne de forts de Zakamsk (Samara à Bougoulma) commence à être construite. En Bachkirie, une milice est constituée pour assurer la garde de ces nouveaux forts.
La construction de forteresse fut impulsée dès les années 1730 par l'expédition d'Orenborug, qui s'accaparaient des terres pour ces constructions. La confiscation, l'augmentation des services dans l'armée et la liquidation de l'autonomie locale provoqua le soulèvement de 1736-1740, qui s'étendit du Iaïk, à la Volga, à la Kama et au Tobol. La rébellion se divise en trois étapes, avec une première jusqu'en 1936, qui aboutit à des volontés de négociations. Mais les Russes brulèrent le village de Seiantus, et en réponses les Bachkirs firent de même, ce qui entraîna la fin des négociations. Entre 1737 et 1738, les Bachkirs subirent de nombreuses défaites, avec les principaux chefs rebelles étant faits prisonniers. Enfin entre 1739 et 1740 eut lieu la troisième vague du soulèvement, provoqué par un recensement qui commença en 1739. Il fut durement réprimé, et 725 villages furent incendiés par les Russes rien que de juin à septembre 1740. Au total pendant les cinq ans de soulèvement, entre 40 000 et 60 000 personnes tuées, exécutées ou exilées. Les autorités russes furent contraintes à abandonner leur projet visant à confisquer les droits patrimoniaux des Bachkirs, à les transformer en serfs et à les convertir,,,.

##### Des politiques répressives aboutissant à un nouveau soulèvement
En 1742, sur des terres bachkires, la ville d'Orenbourg fut approuvée par l'impératrice Élisabeth Ire, et la ville fut fondée officiellement le 9 août 1743 (20 août dans le calendrier grégorien).
Les politiques répressives envers les Bachkirs se succédèrent. En 1743, les nobles, officiers, cosaques et fonctionnaires civils peuvent se voir octroyer des terres dans la région d'Orenbourg s'ils ont servi dans la région. En 1744, les Bachkirs n'ont plus le droit de construire des mosquées là où ils le souhaitent. En 1754, le Sénat publie un décret supprimant le iassak, le remplaçant par une taxe sur le sel. Les Bachkirs devaient désormais acheter le sel dans des magasins d'État, même s'ils venaient de la région. Auparavant, les Bachkirs profitaient du sel sans aucune taxe. Avec ce remplacement de l'impôt, l'impôt augmenta de 5 à 6 fois, et les Bachkirs perçurent ceci comme la fin de leurs droits patrimoniaux.
En réponse à ces politiques, un nouveau soulèvement eut lieu entre 1755 et 1756. Une alliance fut conclue entre les Bachkirs et les Kazakhs, mais la Russie réussit à faire arrêt à l'implication des Kazakhs. La répression du soulèvement fut brutale, avec des centaines de villages incendiés. Malgré la répression, Saint-Pétersbourg a été contraint de confirmer le droit patrimonial des Bachkirs, et abandonna à nouveau son projet de les transformer en serfs et de les christianiser de manière violente.

##### De 1756 à 1800

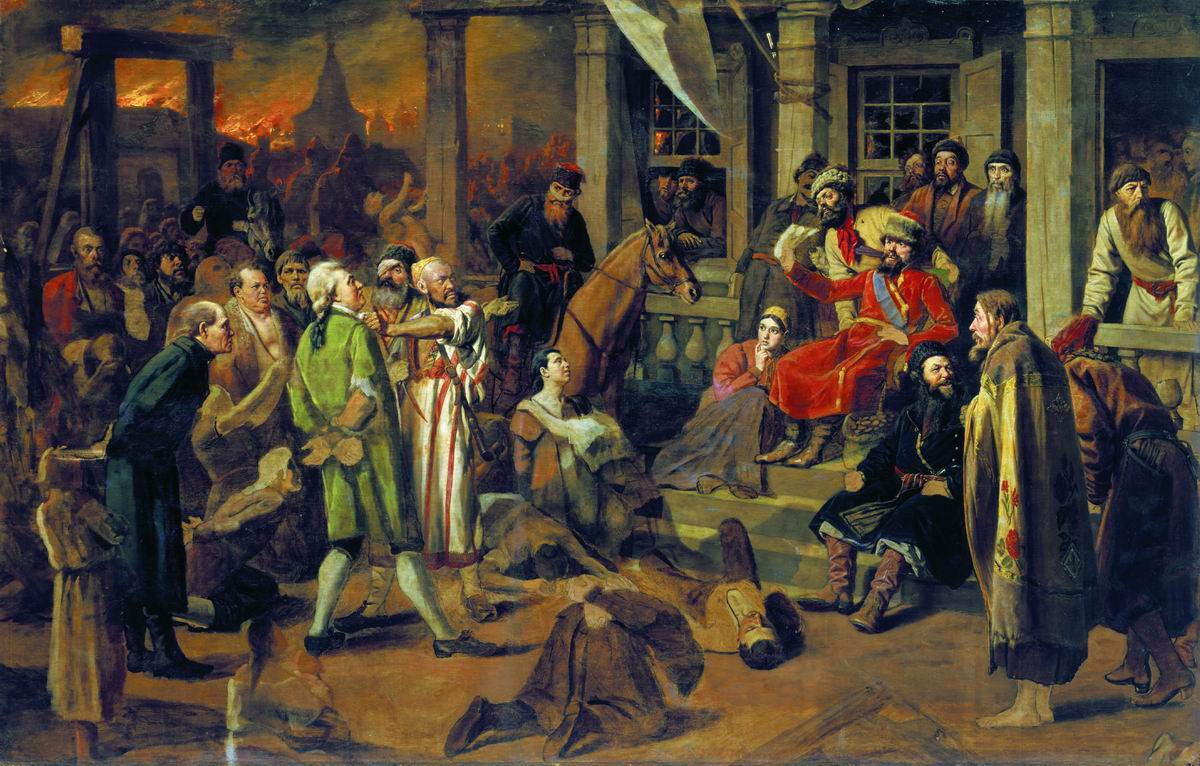
Vassili Perov, Le Jugement de Pougatchev (1879), Musée russe, Saint-Pétersbourg.

En 1756, l'impératrice Élisabeth Ire autorisa à nouveau les Bachkirs à construire des mosquées dans les villages comptant entre 200 et 300 hommes musulmans.
La guerre des Paysans russes, menée par le cosaque Emelian Pougatchev commence le 17 septembre 1773 (28 septembre dans le calendrier grégorien) lorsque ce dernier se déclaire emperuere Pierre III. Pougatchev dénonce dans ses manifestes royaux les politiques impériales sur les Cosaques, sur la fiscalité entre autres. Pendant qu'Orenbourg est assiégée, les rebelles prennent position fin novembre 1773 autour d'Oufa, tandis que la rébellion s'étend dans toute la région de la Volga. Salavat Ioulaïev, aujourd'hui considéré comme héros national bachkir, et les Bachkirs rejoignirent le soulèvement. En janvier 1774, le soulèvement s'étend dans le Trans-Oural, et en mars, Ioulaïev entre à Krasnooufimsk. Mais les insurgés n'arrivent ni à prendre ni Orenbourg ni Oufa. Ioulaïev est capturé en novembre 1774. Catherine Ire publie en février 1775 un décret sur la collecte de 4000 chevaux auprès des Bachkirs pour les punir pour leur participation au soulèvement qui a échoué.
En 1774, la province d'Oufa est devenue une partie du gouvernement d'Orenbourg créé. En 1781, le gouvernement d'Orenbourg est aboli, et le gouvernorat d'Oufa, qui comprend les régions d'Oufa et d'Orenbourg est créé. En 1796, le gouvernorat d'Oufa est remplacé par le gouvernement d'Orenbourg. L'année suivante, le centre administratif est déplacé d'Oufa à Orenbourg, Orenbourg recevant alors le statut de ville. La même année, l'Empire russe débute l'arpentage de plusieurs régions dont le gouvernement d'Oufa.
Par décret du 10 avril 1798 (21 avril dans le calendrier grégorien), la population bachkire de la région fut transférée dans la classe du service militaire (armée bachkir) et fut obligée d'effectuer le service frontalier aux frontières orientales de la Russie,.

##### De 1800 à 1917
En 1802, sans que la région change de nom, Oufa récupère les institutions régionales en dépit d'Orenbourg. Pour combattre le Premier Empire de Napoléon, les cantons bachkirs mobilisent 28 régiments dans l'armée. En outre, 12 000 Bachkirs assuraient la garde aux frontières sud-est de la Russie. En 1823, l'exploitation industrielle de l'or commence dans le sud de l'Oural, et en Bachkirie dès 1830.
Le soulèvement de 1834-1835 fut le dernier grand soulèvement en Bachkirie, aucune manifestation n'ayant atteint son ampleur. À cette époque, parmi les paysans russes de Bachkirie, il y avait de nombreux paysans d'État et paysans apanages, les premiers payant des impôts et les seconds étant des serfs de la famille royale, rendant la vie des seconds très difficiles. Le tsar Nicolas Ier décida de transférer 300 000 paysans vers la seconde catégorie dans le pays, afin d'augmenter leurs revenus. Les rumeurs sur la décision à venir provoquèrent un soulèvement des paysans des gouvernements d'Orenbourg et de Perm en 1834. Les Bachkirs s'inquiétèrent aussi des mesures de l'État, car le gouvernement voulait construire des entrepôts de réserves de céréales aux dépens de la population, et que selon des rumeurs, Saint-Pétersbourg voulait aussi soumettre les Bachkirs à ce transfert, voulait les convertir de force et mettre fin aux droits patrimoniaux. Le soulèvement fut désorganisé, ce qui permit au gouverneur militaire de réprimer en 1835 le soulèvement. Les Bachkirs rebelles furent envoyés en Sibérie pour les travaux forcés.

En 1861, l'abolition du servage de 1861 est faite, ce qui libère les paysans du servage.

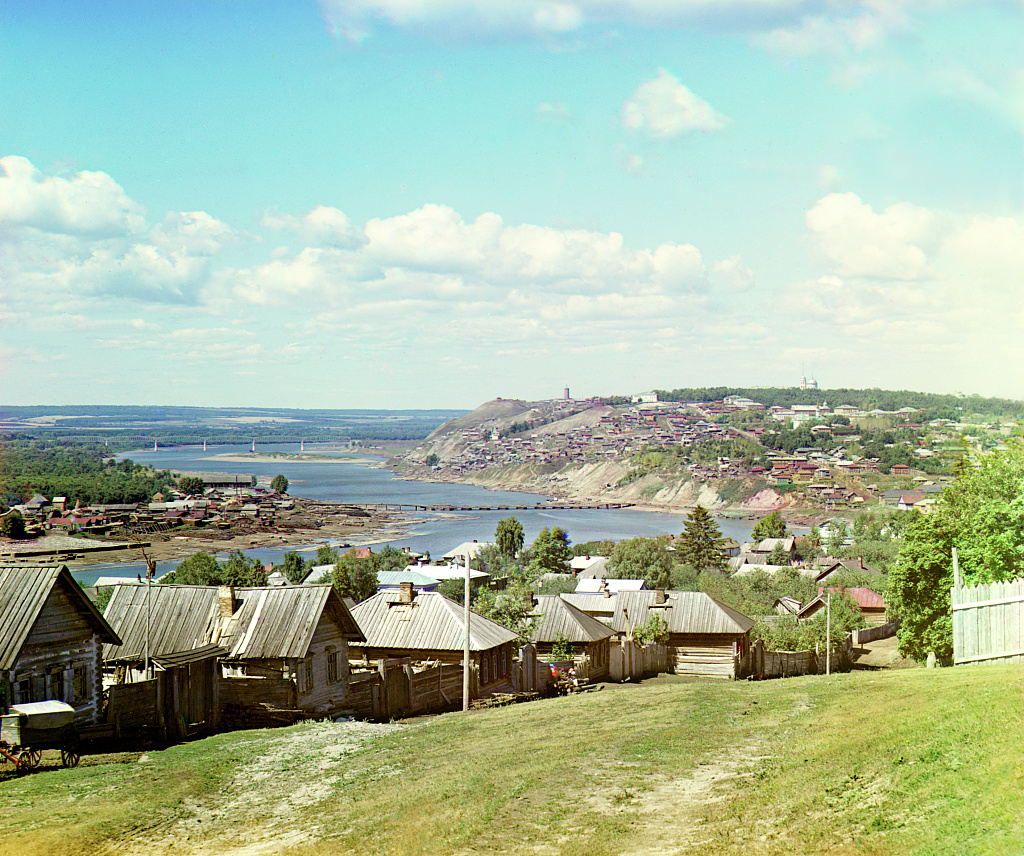
Oufa par Sergueï Prokoudine-Gorski, 1910.

En 1865, le gouvernement d'Oufa a été formé en divisant le gouvernement d'Orenbourg en Oufa et Orenbourg, qui comprenaient les ouïezds d'Oufa, Belebeïevsk, Birsk, Zlatooust, Menzeline et Sterlitamak,. En 1874, les institutions du zemstvo sont appliquées au gouvernement d'Oufa, et la même année, un escadron bachkir est créé dans l'Armée impériale russe. En 1885 débute la construction du chemin de fer de Samara à Zlatooust. En 1888, le train arrive ainsi à Oufa, et en 1890 à Zlatooust. Le téléphone arrive Oufa en 1894.
La révolution russe de 1905 entraîne en Bachkirie des manifestations et grèves des travailleurs dès le 12 janvier 1905 (25 janvier dans le calendrier grégorien), principalement à Oufa. Les manifestations se généralient progressivement, et le 20 octobre, des grèves ont lieues à Belebeï, Birsk, Miniar, Sterlitamak, Oust-Katav et Iouriouzan entre autres. Le 7 décembre, un soulèvement armé des travailleurs a lieu à Oufa, qui débouche sur une répression massive.

#### Guerre civile russe
Le 15 novembre 1917 (28 novembre dans le calendrier grégorien), le Chouro central bachkir a proclamé et approuvé par le Congrès constituant du Bachkourdistan, l'autonomie nationale-territoriale du Bachkourdistan, la première autonomie ethnique-territoriale en Russie. Le 16 novembre 1917 (29 novembre dans le calendrier grégorien), la décision fut publiée.

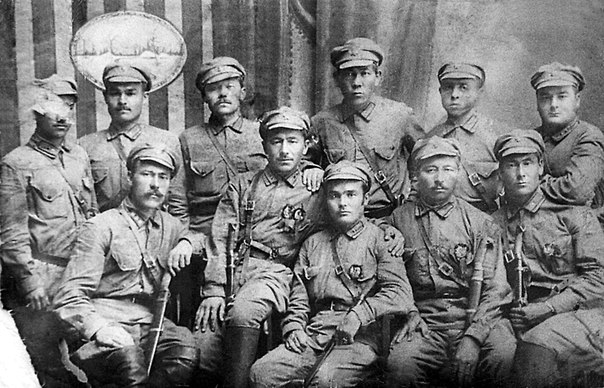
Unité de cavalerie de l'Armée rouge composée de Bachkirs, Guerre civile russe, 1919.

Après la proclamation de l'autonomie territoriale du Bachkourdistan, la question des frontières de la république s'est posée. Le kurultai fondateur du Bachkourdistan a approuvé deux projets : « Petite Bachkirie » et « Grande Bachkirie ». Il y avait aussi un troisième projet, proposé par Akhmet-Zaki Validi, qui prévoyait la plus grande formation territoriale de tous ceux considérés. En raison des événements de la guerre civile russe, seul le premier projet fut réalisé. En conséquence, la république autonome du Bachkourdistan est née à l'intérieur des frontières de la « Petite Bachkirie ».
Le 20 mars 1919, l'« Accord entre le gouvernement central soviétique et le gouvernement bachkir sur la Bachkirie autonome soviétique » fut signé à Moscou. En signant ce document, la Russie soviétique a reconnu la première autonomie ethnique-territoriale dans sa composition, qui existait depuis 1917. Conformément à l'accord, la république soviétique autonome bachkire (RSSAB) a été créée. Le 23 mars 1919, le texte de l'accord fut publié dans le journal du Comité exécutif central panrusse Izvestia. Ce jour est considéré comme la date officielle de la formation de la république socialiste soviétique autonome bachkire,.
Le 12 août 1920, le décret du Comité exécutif central russe « sur l'inclusion de la ville de Sterlitamak du gouvernement d'Oufa dans le territoire de la République bachkire » fut signé.
Selon le décret du 14 juin 1922, par le décret du Comité exécutif central panrusse « Sur l'élargissement des frontières de la République soviétique socialiste autonome bachkire », le gouvernement d'Oufa a été annexée à la République bachkire. La « Petite Bachkirie » s'est élargie jusqu'aux limites de la « Grande Bachkirie », qui réunissait jusqu'à 87 % des Bachkirs. La ville d'Oufa devint la capitale officielle de la république. Le terme « Grande Bachkirie » a été utilisé jusqu'en 1930.
En 1921, une grande famine éclata en Bachkirie, qui coûta la vie à près de la moitié de l'ensemble du peuple bachkir. Le déclenchement de l'appropriation alimentaire, la sécheresse et la guerre civile marquèrent le début de la famine. Certains historiens considèrent cette famine comme une famine délibérément créée afin de réduire la taille de la population bachkire. La mission de l'American Relief Administration en Bachkirie a également fourni une aide significative pour vaincre la famine,.

### Période soviétique
Le 27 mars 1925, le projet de Constitution (loi fondamentale) de la république fut adopté.
Pendant la Seconde Guerre mondiale, plus de 100 entreprises industrielles, des dizaines d'hôpitaux, un certain nombre d'organismes du gouvernement central et 278 000 réfugiés ont été évacués vers la République socialiste soviétique autonome bachkire. Pendant les années de guerre, un grand nombre d'unités militaires ont été entraînées sur le territoire de la république. La production pétrolière, explorée dans la république avant la guerre, jouait un rôle important pour l'industrie et l'armée. Les habitants de la république ont fourni une aide financière importante à l'Armée rouge, collectant des dizaines de millions de roubles pour la construction d'avions et de chars. Le titre de Héros de l'Union soviétique a été décerné à 280 habitants de la République socialiste soviétique autonome bachkire.
Dans la période d'après-guerre, de nouvelles villes ont émergé dans la République socialiste soviétique autonome bachkir (Salavat, Kumertau) en tant que centres de développement de la pétrochimie, de la construction mécanique et de l'aviation. De nouvelles voies ferrées et routes ont été créées. Dans les années 1960 et 1980, l’industrie, l’agriculture et la construction se sont développées rapidement dans la République socialiste soviétique autonome bachkire. En 1980, la population d'Oufa dépassait le million d'habitants.

### Depuis l'effondrement de l'URSS
Le 11 octobre 1990, le Conseil suprême de la République proclame la Déclaration de souveraineté de l'État, se proclamant indépendante de l’Union soviétique. Selon la déclaration, la république a été transformée en RSS de Bachkire, Bachkortostan, et, le 25 février 1992, elle a été rebaptisée République de la Bachkirie.
Mais deux ans plus tard, le 31 mars 1992, la Bachkirie a signé l'Accord fédératif sur la délimitation des pouvoirs et des sujets de juridiction entre les autorités de l'État de la Fédération de Russie et les autorités des républiques souveraines, acceptant de rester alors dans le cadre législatif de la fédération de Russie, à condition que les domaines de compétences respectifs de la Fédération et de ses États membres soient préalablement clairement définis.
Le 24 décembre 1993, la Constitution de la République de la Bachkirie a été adoptée, qui a approuvé le poste de président de la République (depuis 2015 - Chef de la République de la Bachkirie).

## Population et société

### Démographie
| 2002      | 2010      | 2016      | 2019      | - |
| --------- | --------- | --------- | --------- | - |
| 4 104 336 | 4 065 993 | 4 071 064 | 4 051 005 | - |

### Données socio-économiques de l'évolution démographique
Données:
- Population : 4 104 336 (2002)
  - Urbaine : 2 626 613 (70,8 %)
  - Rurale : 1 477 723 (29,2 %)
  - Hommes : 1 923 233 (46,9 %)
  - Femmes : 2 181 103 (53,1 %)
- Femmes pour 1 000 hommes : 1 134
- Âge moyen : 35,6 ans
  - Urbains : 35,2 ans
  - Ruraux : 36,4 ans
  - Hommes : 33,4 ans
  - Femmes : 37,7 ans
- Nombre de foyers : 1 429 004 (avec 4 066 649 personnes)
  - Urbains : 931 417 (avec 2 592 909 personnes)
  - Ruraux : 497 587 (avec 1 473 740 personnes)

|      | Naissances | Décès  | Taux de natalité | Taux de mortalité |
| ---- | ---------- | ------ | ---------------- | ----------------- |
| 1970 | 63 498     | 28 004 | 16,6             | 7,3               |
| 1975 | 63 096     | 31 802 | 16,5             | 8,3               |
| 1980 | 67 743     | 36 067 | 17,6             | 9,4               |
| 1985 | 76 839     | 39 101 | 19,9             | 10,1              |
| 1990 | 63 899     | 38 157 | 16,2             | 9,7               |
| 1991 | 58 240     | 39 638 | 14,7             | 10,0              |
| 1992 | 53 271     | 43 539 | 13,3             | 10,9              |
| 1993 | 46 772     | 50 738 | 11,6             | 12,6              |
| 1994 | 47 296     | 54 267 | 11,7             | 13,4              |
| 1995 | 45 622     | 51 734 | 11,2             | 12,7              |
| 1996 | 45 228     | 49 600 | 11,1             | 12,1              |
| 1997 | 43 776     | 49 354 | 10,7             | 12,0              |
| 1998 | 44 465     | 48 470 | 10,8             | 11,8              |
| 1999 | 41 368     | 52 608 | 10,0             | 12,8              |
| 2000 | 41 642     | 53 550 | 10,1             | 13,0              |
| 2001 | 42 793     | 55 001 | 10,4             | 13,4              |
| 2002 | 45 481     | 57 836 | 11,1             | 14,1              |
| 2003 | 45 583     | 58 237 | 11,1             | 14,2              |
| 2004 | 45 733     | 57 726 | 11,2             | 14,1              |
| 2005 | 44 094     | 57 787 | 10,8             | 14,2              |
| 2006 | 45 055     | 55 319 | 11,1             | 13,6              |
| 2007 | 51 453     | 55 144 | 12,7             | 13,6              |
| 2008 | 54 493     | 55 568 | 13,4             | 13,7              |

| Année | Fécondité | Fécondité urbaine | Fécondité rurale |
| ----- | --------- | ----------------- | ---------------- |
| 1990  | 2,18      | 1,84              | 3,09             |
| 1991  | 2,03      | 1,66              | 2,99             |
| 1992  | 1,87      | 1,50              | 2,78             |
| 1993  | 1,65      | 1,35              | 2,36             |
| 1994  | 1,67      | 1,39              | 2,29             |
| 1995  | 1,60      | 1,32              | 2,21             |
| 1996  | 1,57      | 1,30              | 2,18             |
| 1997  | 1,51      | 1,25              | 2,08             |
| 1998  | 1,53      | 1,30              | 2,04             |
| 1999  | 1,42      | 1,20              | 1,91             |
| 2000  | 1,42      | 1,21              | 1,89             |
| 2001  | 1,44      | 1,24              | 1,92             |
| 2002  | 1,52      | 1,34              | 1,94             |
| 2003  | 1,51      | 1,34              | 1,93             |
| 2004  | 1,49      | 1,38              | 1,76             |
| 2005  | 1,42      | 1,28              | 1,71             |
| 2006  | 1,43      | 1,28              | 1,73             |
| 2007  | 1,63      | 1,42              | 2,04             |
| 2008  | 1,71      | 1,50              | 2,11             |
| 2009  | 1,73      | 1,53              | 2,11             |
| 2010  | 1,77      | 1,59              | 2,14             |
| 2011  | 1,74      | 1,57              | 2,13             |
| 2012  | 1,86      | 1,68              | 2,30             |
| 2013  | 1,89      | 1,70              | 2,39             |
| 2014  | 1,95      | 1,74              | 2,53             |
| 2015  | 1,94      | 1,77              | 2,41             |
| 2016  | 1,86      | 1,73              | 2,22             |
| 2017  | 1,70      | 1,43              | 2,37             |

### Composition ethnique

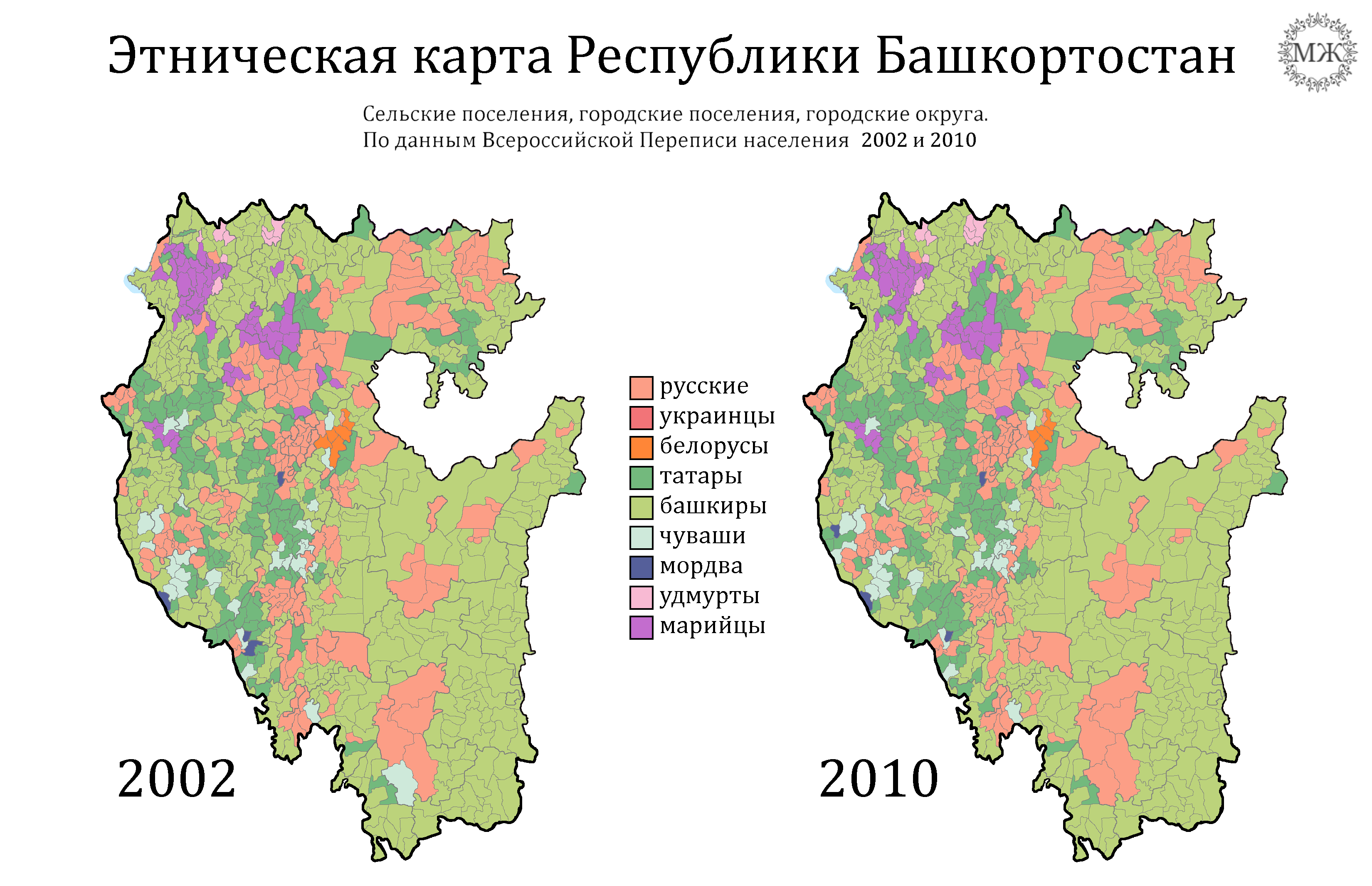
Carte ethnique par municipalité lors des recensements de 2002 et de 2010.

La population est répartie en différents groupes ethniques. Selon le recensement de 2002 en Russie, les principaux sont : les Russes (36,32 %), les Bachkirs (29,76 %), les Tatars (24,14 %), les Tchouvaches (2,86 %), les Maris (2,58 %), les Ukrainiens (1,35 %), les Mordves (0,63 %), les Oudmourtes (0,55 %), les Biélorusses (0,42 %), les Arméniens (0,21 %), les Allemands (0,20 %), les Ouzbeks (0,13 %), les Azeris (0,12 %), les Kryashens (sous-groupe des Tatars de la Volga) (0,11 %), les Kazakhs (0,10 %), les Tadjiks (0,07 %), les Juifs (0,06 %) et divers groupes représentant chacun moins de 2 000 personnes. Encore 0,11 % des habitants ont refusé de préciser leur nationalité lors du recensement.
Encore en 1990, la part des Bachkirs dans la population totale de la République socialiste soviétique autonome bachkire représentait près de 20 %, contre 37,5 % de Russes et 27,5 % de Tatars. Dans la capitale Oufa, près de 30 % des habitants sont Tatars.
La Bachkirie est la république islamique la plus vaste et la plus peuplée de Russie, voir Islam en Russie.
| [ 121 ]     | recensement 1926   | recensement 1939   | recensement 1959   | recensement 1970   | recensement 1979   | recensement 1989   | recensement 2002   | rec. 2021 | rec. 2021 |
| [ 121 ]     | recensement 1926   | recensement 1939   | recensement 1959   | recensement 1970   | recensement 1979   | recensement 1989   | recensement 2002   | Nbre      | %         |
| ----------- | ------------------ | ------------------ | ------------------ | ------------------ | ------------------ | ------------------ | ------------------ | --------- | --------- |
| Bachkirs    | 625 845 (23,5 %)   | 671 188 (21,2 %)   | 737 744 (22,1 %)   | 892 248 (23,4 %)   | 935 880 (24,3 %)   | 863 808 (21,9 %)   | 1 221 302 (29,8 %) | 1 268 806 | 31,01     |
| Russes      | 1 064 707 (39,9 %) | 1 281 347 (40,6 %) | 1 418 147 (42,4 %) | 1 546 304 (40,5 %) | 1 547 893 (40,3 %) | 1 548 291 (39,3 %) | 1 490 715 (36,3 %) | 1 509 246 | 36,89     |
| Tatars      | 621 158 (23,3 %)   | 777 230 (24,6 %)   | 768 566 (23,0 %)   | 944 505 (24,7 %)   | 940 436 (24,5 %)   | 1 120 702 (28,4 %) | 990 702 (24,1 %)   | 974 533   | 23,82     |
| Tchouvaches | 84 886 (3,2 %)     | 106 892 (3,4 %)    | 109 970 (3,3 %)    | 126 638 (3,3 %)    | 122 344 (3,2 %)    | 118 509 (3,0 %)    | 117 317 (2,9 %)    | 79 950    | 1,95      |
| Maris       | 79 298 (3,0 %)     | 90 163 (2,9 %)     | 93 902 (2,8 %)     | 109 638 (2,9 %)    | 106 793 (2,8 %)    | 105 768 (2,7 %)    | 105 829 (2,6 %)    | 84 988    | 2,08      |
| Ukrainiens  | 76 710 (2,9 %)     | 99 289 (3,1 %)     | 83 594 (2,5 %)     | 76 005 (2,0 %)     | 75 571 (2,0 %)     | 74 990 (1,9 %)     | 55 249 (1,3 %)     | 14 876    | 0,36      |
| Autres      | 113 232 (4,2 %)    | 132 860 (4,2 %)    | 129 686 (3,9 %)    | 122 737 (3,2 %)    | 115 363 (3,0 %)    | 111 045 (2,8 %)    | 123 222 (3,0 %)    | 159024    | 3.89      |

Langues parlées: russe (96 %), tatar (34 %), bachkir (26 %).

### Villes et communes urbaines
La capitale est Oufa. Les autres villes les plus importantes sont Sterlitamak, Salavat, Neftekamsk, Oktiabrski, Beloretsk et Belebeï.
Le Bachkirie compte 21 villes et deux communes urbaines (Priyoutovo et Tchichmy). Toutes les villes forment des cantons autonomes (gorodskoi okrug); Priyoutovo appartient au canton de Belebeï, Tchichmy au raïon homonyme de Tchichmy.
| Nom              | Nom russe    | Nom bachkir | Population (1er janvier 2008) |
| ---------------- | ------------ | ----------- | ----------------------------- |
| Aguidel          | Агидель      | Ағиҙел      | 18 992                        |
| Baïmak           | Баймак       | Баймаҡ      | 16 932                        |
| Belebeï          | Белебей      | Бәләбәй     | 61 061                        |
| Beloretsk        | Белорецк     | Белорет     | 68 842                        |
| Birsk            | Бирск        | Бөрө        | 41 913                        |
| Blagovechtchensk | Благовещенск | Благовещен  | 33 639                        |
| Davlekanovo      | Давлеканово  | Дәүләкән    | 24 466                        |
| Diourtiouli      | Дюртюли      | Дүртөйлә    | 31 202                        |
| Ianaoul          | Янаул        | Яңауыл      | 27 457                        |
| Ichimbaï         | Ишимбай      | Ишембай     | 68 121                        |
| Koumertaou       | Кумертау     | Күмертау    | 62 418                        |
| Mejgorié         | Межгорье     | Межгорье    | 16 599                        |
| Meleouz          | Мелеуз       | Мәләүез     | 61 792                        |
| Neftekamsk       | Нефтекамск   | Нефтекама   | 117 987                       |
| Oktiabrski       | Октябрьский  | Октябрьский | 108 211                       |
| Oufa             | Уфа          | Өфө         | 1 021 458                     |
| Outchaly         | Учалы        | Учалы       | 39 323                        |
| Priyoutovo       | Приютово     | Приютово    | 20 908                        |
| Salavat          | Салават      | Салауат     | 155 925                       |
| Sibaï            | Сибай        | Сибай       | 65 223                        |
| Sterlitamak      | Стерлитамак  | Стәрлетамаҡ | 268 303                       |
| Tchichmy         | Чишмы        | Шишмә       | 21 521                        |
| Touïmazy         | Туймазы      | Туймазы     | 65 706                        |

### Religion
Religion de Bachkirie (2012),
- Islam (38,6 %)
- Russe orthodoxe (25,2 %)
- Rodnoverie, Marla et autres religions autochtones (2,4 %)
- Autres Chrétiens (1,1 %)
- autres Orthodoxes (1,1 %)
- Orthodoxes vieux-croyants (0,5 %)
- Spirituel mais non religieux (14,7 %)
- Athéisme et Irréligion (7,6 %)
- autres et non déclarés (6,9 %)

Les religions prédominantes de la Bachkirie sont l’islam (surtout pratiqué par les Bachkirs et les Tatars), l’orthodoxie officielle (surtout pratiquée par les Russes, Tchouvaches et Ukrainiens), l’orthodoxie vieille-croyante (surtout pratiquée par les Russes) et le marla (pratiqué presque exclusivement par les Maris). Il y a 13 000 Juifs dans la république, avec une synagogue historique à Oufa, et un nouveau Centre Communautaire Juif construit en 2008. Les personnes non-religieuses forment une part significative de chaque groupe ethnique en Bachkirie.

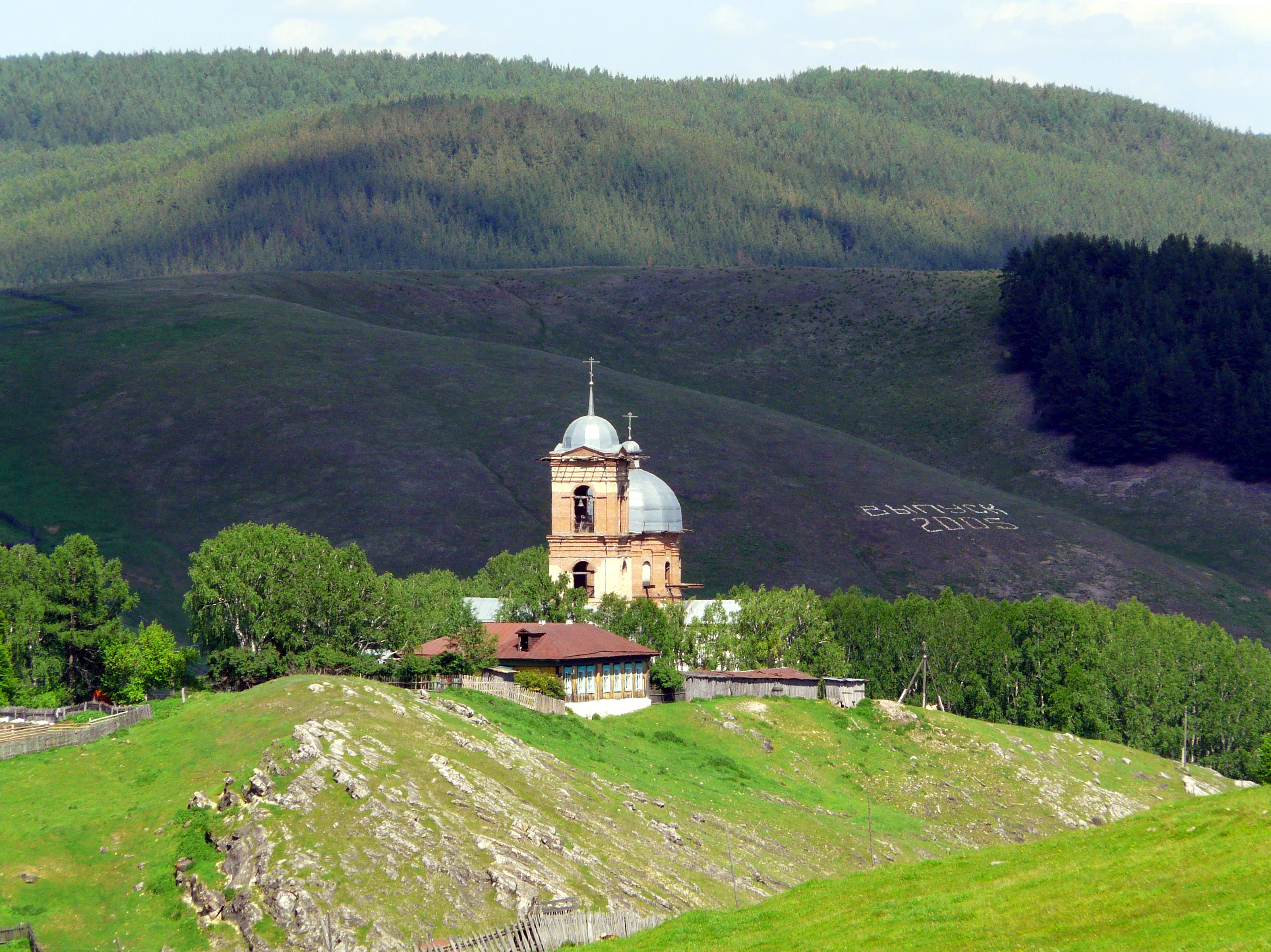
Église de Notre-Dame de Kazan à Verkhni Azvian.

### Éducation
Près de soixante organismes scientifiques sont présents en Bachkirie. Douze instituts de l'Académie Russe des Sciences sont actifs dans la recherche scientifique fondamentale et appliquée, 29 instituts de différentes branches de l'industrie, et encore de nombreux bureaux et organismes, universités et établissements d'enseignement secondaire.
Le système d'éducation populaire de la république a pris forme au cours des siècles précédents et reflète le folklore du peuple bachkire, les coutumes de la nation, ses traditions. Quand l'islam s'est répandu en Bachkirie au cours du Xe siècle, un système d'éducation émergea progressivement - aux débuts des écoles religieuses gérées et supervisées par les mosquées (maktabeh et médersa).
À cela s'ajoutent de nombreuses institutions d'enseignement supérieur, incluant les filiales de 16 universités et établissements supérieurs russes de pointe. Les spécialistes obtiennent des diplômes dans près de 200 métiers et professions.
L'éducation est effectuée en majorité dans les langues russe et bachkir.

## Politique et administration

### Autorités
Le chef du gouvernement de la république de Bachkirie est le président, qui est nommé par le président de la fédération de Russie pour un mandat de quatre ans. Selon la Constitution, le président de la république de Bachkirie garantit les droits et les libertés du peuple et des citoyens de Bachkirie, en protège les intérêts économiques et politiques, et est le garant de l'ordre public sur le territoire.
Mourtaza Rakhimov, élu le 17 décembre 1993, a longtemps dirigé la république. Avant les élections, Rakhimov était le président du Soviet suprême de la RSSA bachkire, soit le poste le plus élevé à cette époque. Rakhimov est réélu en décembre 2003 lors d'une élection considérée comme frauduleuse par l'OSCE. Son fils Oural Rakhimov (en) contrôle, par le biais de son poste de président du conseil d'administration de la holding Bachkirski Kapital, la majorité des actions de toutes les grandes entreprises rentables du secteur pétrolier telles que Bashneft. Dans ce contexte, Rakhimov et sa famille font l'objet d'accusations de corruption, qui n'ont toutefois jamais pu être prouvées. Selon le magazine économique russe Finans, Oural Rakhimov possède un patrimoine de 1,4 milliard de dollars et compte ainsi parmi les 33 oligarques les plus riches de Russie.
Le 15 juillet 2010, du fait des accusations de corruption de plus en plus insistantes pesant sur Rakhimov, le président russe Dmitri Medvedev prend toutefois la décision de le destituer. Le 19 juillet, il est remplacé par Roustem Khamitov. Celui-ci dirige la Bachkirie jusqu'au 11 octobre 2018, date à laquelle il remet sa démission à Vladimir Poutine, qui nomme Radi Khabirov pour lui succéder à titre intérimaire.
Le parlement de la république est l'Assemblée d'État (en) (qoroltay), élue au suffrage universel tous les cinq ans. L'assemblée monocamérale compte 120 députés.
La Constitution de la république de Bachkirie (en) est adoptée le 24 décembre 1993. Son article premier définit la Bachkirie comme un État souverain au sein de la fédération de Russie ; il dispose des pouvoirs d'un État dans les limites de l'autorité de la fédération de Russie et des pouvoirs de la fédération de Russie en termes d'autorité conjointe entre fédération de Russie et république de Bachkirie. La république de Bachkirie est un membre à part entière de la fédération de Russie sur des bases égales et acceptées.
Les relations entre la république de Bachkirie et la fédération de Russie sont à présent fondées sur les articles de la Constitution de la fédération de Russie, la Constitution de la république de Bachkirie, le Compact fédératif (avec amendements), et l'accord sur la séparation des autorités et pouvoirs et la délégation mutuelle des pouvoirs entre les organes du pouvoir d'État de la république de Bachkirie.
Le pouvoir judiciaire de la république est dans les mains de la Cour constitutionnelle, la Cour suprême, la Cour d'appel, les cours de raïon (en) et les cours de magistrats (en).
Conformément aux principes reconnus universellement de la loi internationale, les articles de la Charte européenne de l'autonomie locale et la Constitution de la fédération de Russie, la république de Bachkirie assure dans sa Constitution que l'autonomie locale est reconnue et garantie au sein du territoire de la république.
La république de Bachkirie résout elle-même tous les problèmes de structure administrative et territoriale. La liste des raïons, villes et communes, ainsi que les règles sur l'établissement, la rectification et le changement des frontières et des noms des communes, sont régis par la « loi sur la structure administrativo-territoriale de la république de Bachkirie et le territoire des municipalités ».

### Résultats électoraux
| Scrutin                    | 1er tour | 1er tour | 1er tour | 1er tour | 1er tour | 1er tour | 1er tour | 1er tour | 1er tour | 1er tour | 1er tour  | 1er tour | 2d tour                  | 2d tour                  | 2d tour                  | 2d tour                  | 2d tour                  | 2d tour                  | 2d tour                  | 2d tour                  |
| Scrutin                    | 1er      | 1er      | %        | 2e       | 2e       | %        | 3e       | 3e       | %        | 4e       | 4e        | %        | 1er                      | %                        | 2e                       | %                        | 3e                       | %                        | 4e                       | %                        |
| -------------------------- | -------- | -------- | -------- | -------- | -------- | -------- | -------- | -------- | -------- | -------- | --------- | -------- | ------------------------ | ------------------------ | ------------------------ | ------------------------ | ------------------------ | ------------------------ | ------------------------ | ------------------------ |
| Présidentielle 2012        |          | ER       | 75,28    |          | KPRF     | 14,18    |          | LDPR     | 3,64     |          | SE        | 3,64     | Victoire au premier tour | Victoire au premier tour | Victoire au premier tour | Victoire au premier tour | Victoire au premier tour | Victoire au premier tour | Victoire au premier tour | Victoire au premier tour |
| Gouvernorale 2014          |          | ER       | 81,71    |          | KPRF     | 10,13    |          | LDPR     | 4,81     |          | Patriotes | 2,62     | Tour unique              | Tour unique              | Tour unique              | Tour unique              | Tour unique              | Tour unique              | Tour unique              | Tour unique              |
| Législatives 2016,         |          | ER       | 56,37    |          | KPRF     | 18,62    |          | LDPR     | 11,29    |          | SRZP      | 6,88     | Tour unique              | Tour unique              | Tour unique              | Tour unique              | Tour unique              | Tour unique              | Tour unique              | Tour unique              |
| Présidentielle 2018        |          | ER       | 77,69    |          | KPRF     | 12,09    |          | LDPR     | 5,03     |          | GRANI     | 1,26     | Victoire au premier tour | Victoire au premier tour | Victoire au premier tour | Victoire au premier tour | Victoire au premier tour | Victoire au premier tour | Victoire au premier tour | Victoire au premier tour |
| Législative régionale 2018 |          | ER       | 58,31    |          | KPRF     | 18,80    |          | LDPR     | 9,96     |          | SRZP      | 5,47     | Victoire au premier tour | Victoire au premier tour | Victoire au premier tour | Victoire au premier tour | Victoire au premier tour | Victoire au premier tour | Victoire au premier tour | Victoire au premier tour |
| Gouvernorale 2019          |          | ER       | 82,02    |          | KPRF     | 6,89     |          | LDPR     | 4,53     |          | Iabloko   | 1,53     | Tour unique              | Tour unique              | Tour unique              | Tour unique              | Tour unique              | Tour unique              | Tour unique              | Tour unique              |
| Législatives 2021          |          | ER       | 66.61    |          | KPRF     | 14.74    |          | LDPR     | 8,67     |          | RPPSS     | 2,79     | Tour unique              | Tour unique              | Tour unique              | Tour unique              | Tour unique              | Tour unique              | Tour unique              | Tour unique              |
| Législative régionale 2023 |          | ER       | 69.50    |          | KPRF     | 11.81    |          | LDPR     | 7.80     |          | SRZP      | 5,56     | Victoire au premier tour | Victoire au premier tour | Victoire au premier tour | Victoire au premier tour | Victoire au premier tour | Victoire au premier tour | Victoire au premier tour | Victoire au premier tour |
| Présidentielle 2024        |          | ER       | 90.90    |          | KPRF     | 3.69     |          | NL       | 2,72     |          | LDPR      | 1,89     | Victoire au premier tour | Victoire au premier tour | Victoire au premier tour | Victoire au premier tour | Victoire au premier tour | Victoire au premier tour | Victoire au premier tour | Victoire au premier tour |

### Divisions administratives
La Bachkirie est subdivisé en 54 raïons.

## Économie
La Bachkirie est une des régions de la fédération de Russie les plus développées en termes de production brute, de volume de production industrielle, de production agricole et d'investissements dans des actifs immobilisés.
L'économie de Bachkirie, l'un des plus importants centres industriels de Russie, est très diversifiée et se base notamment sur une infrastructure bien développée. La Bachkirie compte un secteur agricole important. Mais l'industrie la plus importante est la pétrochimie ; avec près de 26 millions de tonnes annuellement, la Bachkirie produit plus de pétrole qu'aucune autre république de Russie, et fournit 17 % de l'essence et 15 % du gazole du pays. Le plus grand complexe pétrochimique d'Europe est implanté au nord de la capitale Oufa.
D'autres produits manufacturés sont notamment l'alcool, les pesticides et les matières plastiques. Le produit intérieur brut était de 645 milliards de roubles en 2007 (plus de 15 milliards d'euros selon le cours de novembre 2011). Plus de la moitié de l'industrie de Bachkirie est située dans sa capitale à Oufa.
À Neftekamsk, près de 270 km au nord de Oufa, est implanté le deuxième plus important producteur d'autobus de Russie, la société NefAZ.
La république possède 26 % dans sa propre compagnie aérienne, Air Bachkortostan, qui fut créée en 2006. La société Bashkir Airlines, quant à elle une compagnie privée, fut mise en faillite en 2007.
|                                      | 2002    | 2003    | 2004    |               |  |
| ------------------------------------ | ------- | ------- | ------- | ------------- |  |
| Produit Régional Brut                | 214.8   | 279.7   | n/a     | milliards RUB |  |
| Volume de Production Industrielle    | 161.7   | 192.1   | 354     | milliards RUB |  |
| Construction                         | 1 408   | 1 471.5 | 1508.4  | th.m.²        |  |
| Production agricole                  | 50.1    | 52.1    | 57.2    | milliards RUB |  |
| Investissements dans du capital fixe | 52.1    | 53.7    | 62.4    | milliards RUB |  |
| Investissements étrangers accumulés  | 71.7    | 97.6    | 157.1   | millions US$  |  |
| Chiffre du commerce international    | 2 646   | 3 045.3 | 3 840.6 | millions US$  |  |
| Exportations                         | 2 303.4 | 2 724.4 | 3 525.9 | millions US$  |  |
| Importations                         | 342.3   | 320.9   | 314.7   | millions US$  |  |
| Chiffre du commerce de gros          | 117.7   | 118.1   | 151.2   | milliards RUB |  |

## Culture locale et patrimoine

### Culture bachkire
La Bachkirie est l'un des plus importants foyers culturels de Russie. La république est située aux frontières de l'Europe et de l'Asie, et habitée par des peuples représentant plus de 100 nationalités.
La Bachkirie abrite par ailleurs des groupes musicaux et de danse, un réseau de théâtres, musées, bibliothèques nationaux, et encore plusieurs festivals annuels populaires. La république compte sept théâtres nationaux bachkirs, quatre russes, et deux tatars, un opéra national, un orchestre philharmonique national, les studios cinématographiques Bashkortostan, 30 ensembles philharmoniques, ainsi que l'Ensemble national bachkir de danse folklorique.
L'école bachkire de danse est réputée, de nombreux étudiants recevant des récompenses internationales lors de compétitions en Russie et dans d'autres pays. Le danseur de ballet Rudolf Noureev (d'origine tatare), connu dans le monde entier, fut encouragé à danser lors de représentations folkloriques bachkires, et commença sa carrière à Oufa.

### Personnalités

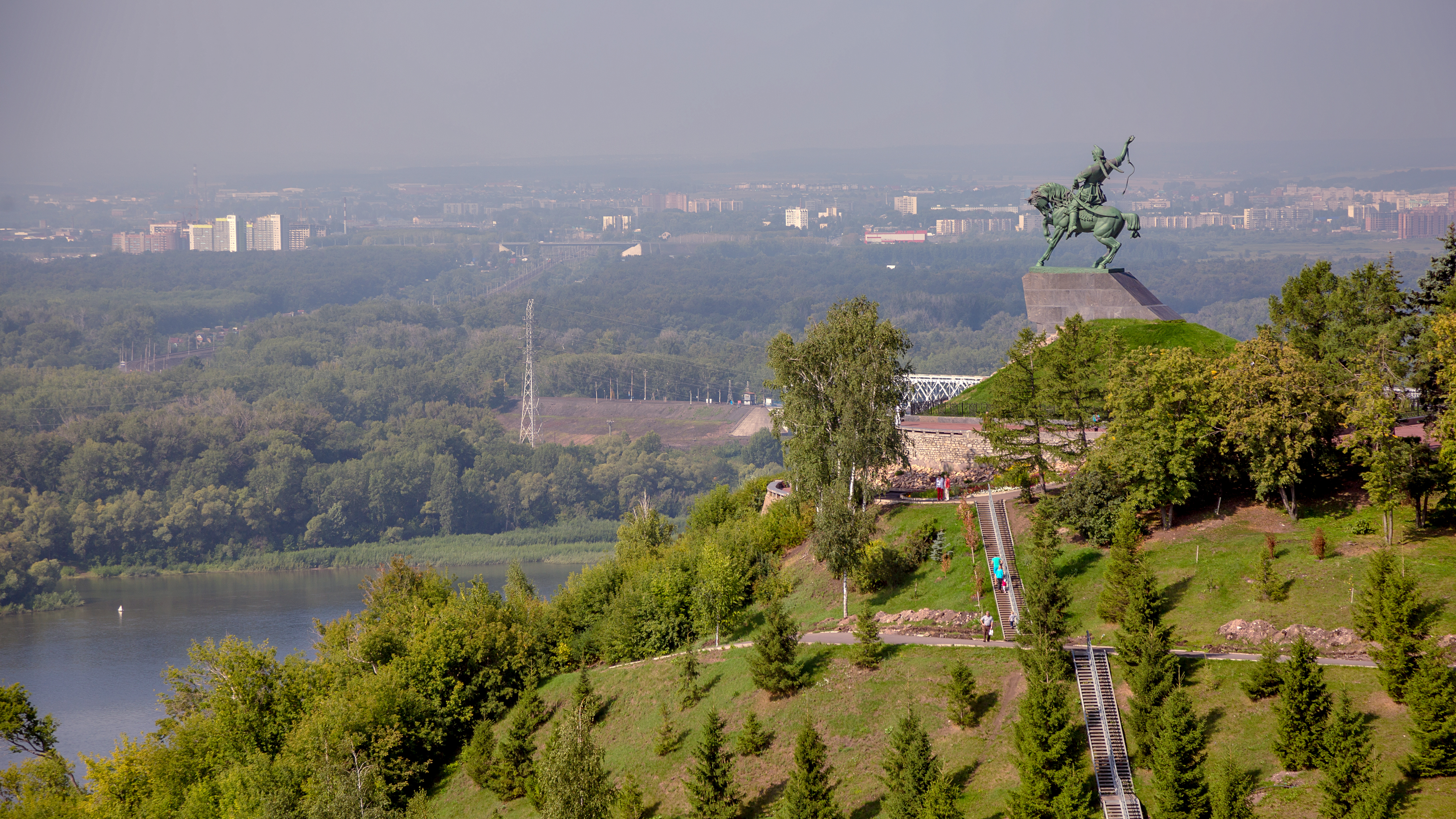
Monument à Salavat Ioulaïev à Oufa.

- Aigul Akhmetshina (mai 1996-), chanteuse lyrique mezzo-soprano se produisant dès l'âge de 21 ans au Metropolitan Opera de New-York.
- Salavat Ioulaïev (1752-1800), poète et l'un des leaders de la Guerre des Paysans russes (1773-1775)
- Ismaïl Tassimov, magnat de l'exploitation minière au XVIIIe siècle
- Mikhaïl Nesterov (1862-1942), artiste russe né à Oufa, peintre d'icônes (mort à Moscou)
- Fédor Chaliapine (1873-1938), chanteur d'opéra, a fait ses débuts à l'Opéra d'Oufa (mort à Paris)
- Zainab Biicheva (1908-1996), écrivaine, poétesse et dramaturge
- Moussa Gareïev (1922-1987), pilote de guerre, héros de l'Union soviétique
- Rudolf Noureev (1938-1993), danseur de ballet (mort en France)
- Vladimir Spivakov (né en 1944), violoniste et chef d'orchestre
- Amir Ichemgoulov (né en 1960), scientifique et député
- Diliara Idrissova (en) (née en 1989), chanteuse lyrique (soprano)